# Istoria comunei Racovița
Acest articol dezvoltă o secțiune a articolului principal, comuna Racovița, Sibiu.

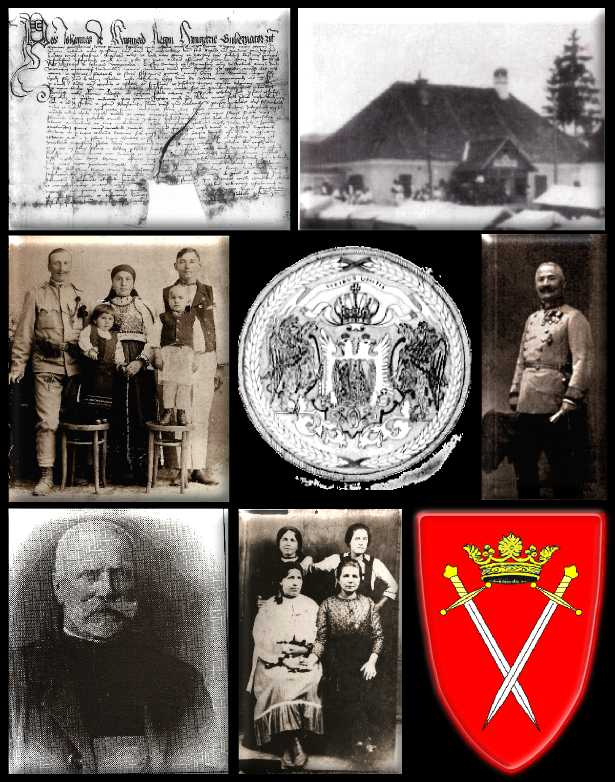
Colaj commons:Linia 1-a
Prima atestare documentară, Sediul Companiei a VII-a
Linia a 2-a
Ioan Doican, Sigiliul Regimetului Orlățean, Dionisie Florianu
Linia a 3-a
Valeriu Florianu, Ana Ivan, Stema Scaunului Sibiului

Istoria comunei Racovița a fost determinată de poziționarea sa geografică în partea de sud a Transilvaniei, la intrarea în defileul Oltului și la confluența a trei regiuni istorice: Mărginimea Sibiului, Țara Loviștei și Țara Făgărașului. Această amplasare a făcut ca Racovița să beneficieze de toate avantajele includerii sale la începutul secolului al XV-lea în „Scaunul filial al Tălmaciului”, unitate administrativă a sașilor transilvăneni din „Scaunul Sibiului” și mai apoi din Universitatea Săsească până în anul 1876.
Prima atestare documentară a satului — 22 mai 1443 — se regăsește în actul de danie prin care voievodul Ioan de Hunedoara a donat lui Simion Magnus, castelanul Tălmaciului precum și urmașilor săi, jumătate din prediul (cătunul) Reken — Racovița de astăzi. Fiind localitate de frontieră, satul a fost asimilat de timpuriu în unitățile de plăieși și pușcași, culminând cu militarizarea sa totală în cadrul Companiei a VII-a a Regimentului I de Graniță de la Orlat,în perioada 1765–1851. În perioada 1698–1765, premergătoare înființării graniței militare, populația s-a confruntat cu conflicte interconfesionale cauzate de procesul de unire a mitropoliei ortodoxe de Alba Iulia cu Biserica Catolică.
Cu ocazia evenimentelor revoluționare din 1848, grănicerii racoviceni conduși de colonelul David Urs au participat la Marea Adunare de la Blaj din 15 mai 1848, fiind cea mai numeroasă delegație din împrejurimile Sibiului. O dată cu desființarea graniței militare din anul 1851, satul a avut o serie de personalități care s-au implicat în gestionarea fondului școlastic al fostului regiment orlățean, precum și membri activi ai Asociației Transilvane pentru Literatura Română și Cultura Poporului Român.
Racovița s-a remarcat în Primul Război Mondial prin activitatea ostașilor trimiși pe frontul „Poloniei rusești”, ale Galiției, Albaniei, Italiei, Serbiei și chiar ale Franței.

## Descoperiri arheologice și mențiuni documentare

Toporaș de silex cu o vechime de cca 600.000 de ani

Din cauza puținelor descoperiri arheologice făcute în zona localității Racovița, cercetătorii au recurs la studierea toponimiei și folclorului local pentru a putea stabili vechimea așezării. Astfel, se menționează în literatura de specialitate că denumirea locală „La Cetățuică”, dat ipoteticei întărituri de pe vârful de deal aflat la cumpăna apelor „Valea Lupului”  și „Valea Mârșa”, ar fi făcut parte dintre „cetățile dacice puțin cunoscute astăzi”.
Caracter dacic sau chiar roman i se atribuie și „Cetății” aflată la altitudinea de 846 m în pădurea „Braniștea”, pe culmea care formează hotarul dintre Racovița și Avrig, însă istorici mai noi datează „Cetatea”  în a doua jumătate a secolului al XIII-lea.

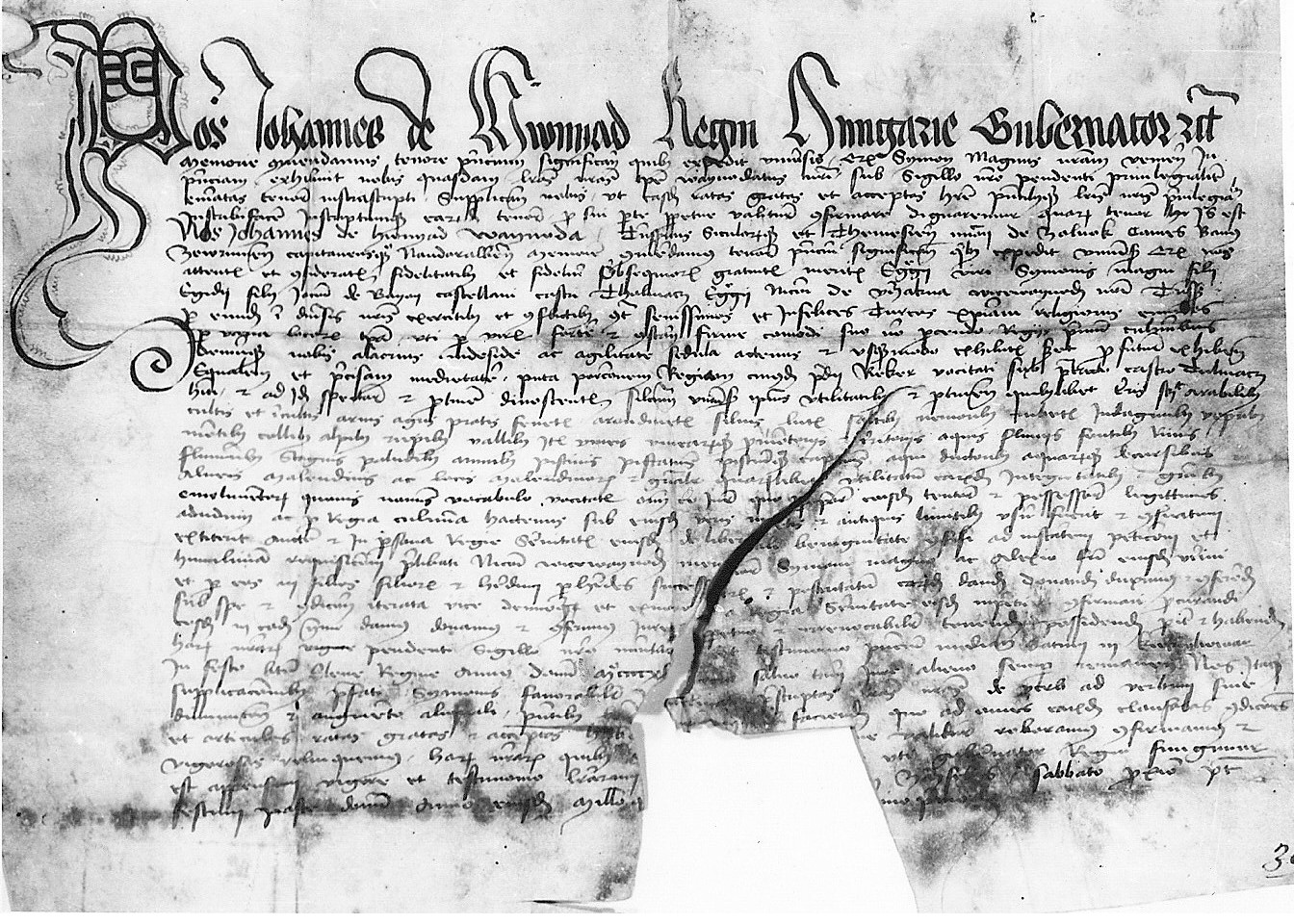
Prima atestare documentară a Racoviţei la 22 mai 1443

Deși prima atestare documentară a localității este relativ târzie – 1443–, urme ale locuirii omului pe aceste locuri datează încă din protopaleolitic. O descoperire în acest sens este cea făcută de elevul Lupea Dorin, în 1972. Este vorba de un toporaș de mână (cioplitor) unifacial, confecționat din silex, folosit atât pentru lovit și tăiat cât și pentru cioplit și răzuit, aparținând așa-zisei „culturi de prund”. Având o vechime de cca 600.000 î.d.H., descoperirea a permis specialiștilor să includă sudul Transilvaniei în aria pe care s-a petrecut procesul de antropogeneză de pe teritoriul României. Toporașul se află în prezent la Muzeul județean de istorie din Sibiu. Altă descoperire arheologică este cea din anul 1974 când în pietrișurile extrase din Olt s-a găsit un ciocan confecționat din piatră șlefuită datat la sfârșitul epocii neolitice, a cărui vârstă a fost apreciată de către arheologul sibian prof. Iuliu Paul, la 3600 ani. Vestigii din epoca bronzului au fost descoperite de-a lungul timpului și adunate de către familia de preoți Florianu după 1855, dar s-au pierdut o dată cu dispariția familiei din sat.

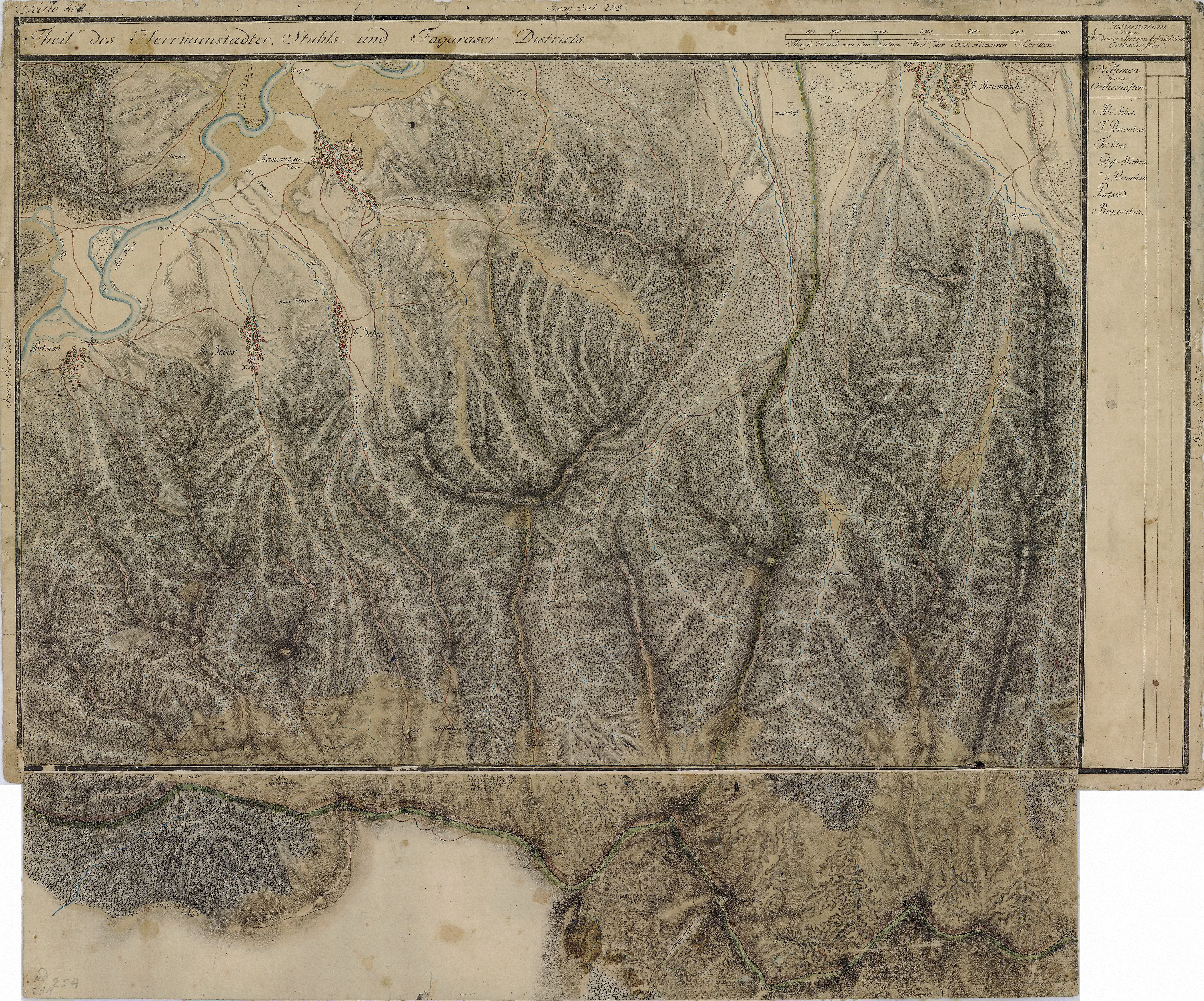
Racovița în Harta Iosefină a Transilvaniei, 1769-1773

Prima atestare documentară a satului — 22 mai 1443 — se regăsește în actul de danie prin care voievodul Ioan de Hunedoara a donat lui Simion Magnus, castelanul Tălmaciului, precum și urmașilor săi, jumătate din prediul (cătunul) Reken — Racovița de astăzi — ceea ce arată că până la această dată localitatea constituia proprietatea coroanei maghiare. Anul 1443 a coincis cu perioada aparițiilor primelor incursiuni turcești în Transilvania, cu urmări din cele mai grele pentru locuitorii așezărilor din apropierea pasului Turnu Roșu.
Pentru a putea face față noii situații, regele Ladislau al V-lea, la data de 3 februarie 1453, dăruiește sașilor din cele „Șapte scaune” — uniune teritorial-administrativă săsească cu sediul în Sibiu — domeniul feudal al Tălmaciului, de acum încolo racovicenii fiind obligați să presteze diferite sarcini cu caracter feudal. Din acest moment, Racovița va apărea în perioada 1453–1700 din ce în ce mai des în scrierile vremii cu peste 50 de documente cu caracter feudal, vizând donații și arendări, vânzări, cumpărări și răscumpărări, zălogiri și reambulări de hotare în care sunt implicați domni de pământ și personalități înalte ale țării cum au fost Cristofor, Sigismund și Ștefan Báthory, George Basta și alții. Racovița apare în diploma latină a regelui Ungariei, Ladislau al V-lea, din anul 1453, prin care „Scaunul filial al Tălmaciului” a fost încorporat la cele „Șapte Scaune” ale provinciei Cibiniensis și dat în administrarea celor Șapte Juzi, Tălmaciul împreună cu alte șase comune românești componente: Turnu Roșu, Boița, Tălmăcel, Plopi (dispărută de 400 de ani), Sebeșu de Jos și Sebeșu de Sus:
| “                                                                                          | Noi, Ladislau, prin grația lui Dumnezeu rege al Ungariei... luând cunoștință de la Ion Huniade Comesul Bistriței că cetățile noastre de granița Tălmaciu, Lotrioara și Turnu Roșu sunt ruinate, am dispus ca aceste cetăți, împreună cu impozitul regal precum și posesiunile Tălmăcel, Boița, Plopi, Porcești, Sebeșu de Jos, Sebeșu de Sus, Racovița și orașul Tălmaciu, să fie anexate și încorporate definitiv la cele Șapte Scaune săsești din provincia Sibiului în condiția următoare: administrația centrală a celor Șapte Scaune va încasa pe viitor în folosul ei vama de la Turnu Roșu și darea regelui. Locuitorii satelor anexate vor avea și pe viitor aceleași libertăți și drepturi pe care le-au avut în trecut și pe care le au și locuitorii celor Șapte Scaune săsești. Administrația centrală a celor Șapte Scaune se obligă a repara radical cetățile Turnu Roșu și Lotrioara, ca să poată apăra bine granița și se obligă a dărâma până la temelii cetatea Tălmaciului, care în locul unde se află nu mai e de nici un folos. | ” |
| — Dat în Pojon la anul 1453, în anul al XIII-lea al Domniei Noastre. ss. Ladislau V - Rege | |   |

Conscripţia iobagilor şi inchilinilor din 1750, pag. 107

Ca urmare directă a trecerii Transilvaniei sub stăpânirea austriacă după anul 1688, în istoria Racoviței se înscriu două evenimente care-i marchează sfârșitul secolului al XVII-lea: unirea cu Biserica Romei și întocmirea primei conscripții cunoscute a localității, respectiv cea din 1698, care va inaugura pe cele din secolele următoare, cele mai cunoscute sunt întocmite pentru anii: 1721–1722, 1733, 1750, 1765–1766, 1851, 1910 și 1930.
Până în anul 1766, Racovița a aparținut de două unități administrativ-politice complet diferite, „granița” dintre ele formând-o valea care trece prin mijlocul ei. Două treimi ale așezării, cu hotarul aferent, stătea sub jurisdicția Scaunului Sibiului, motiv pentru care se numea „partea scăunală”. Partea dinspre Avrig, respectiv cealaltă treime, se afla sub stăpânirea a numeroși domni de pământ și se numea „partea iobăgită”, fiind sub ascultarea autorităților comitantese.

## Racovița înainte de înființarea graniței militare
Ca urmare a dezvoltării agriculturii, comerțului, meșteșugurilor și nu în ultimul rând a apartenenței satului la așa numitul „Pământ crăiesc”, ca parte al domeniului feudal al Tălmaciului, obștile sătești încep să se destrame. Locuitorii liberi au devenit „iobagiones castri” (iobagi ai cetății) cu certe obligații militare în apărarea marginilor feudei de la Lotru, Turnu Roșu și Tălmaciu.

Harta istorică a Racoviței

Pe lângă obligațiile militare, racovicenii erau obligați și la plata diferitelor taxe, atât față de oficialitățile locale sau superioare cât și față de cele bisericești. Principalele taxe erau contribuțiile în bani plătite Cetății Sibiului, dijma, care consta din: cereale, oi, furaje, miere etc. și așa zise-le taxe „naturale”, oferite diferiților stăpâni cu prilejul sărbătorilor religioase, compuse din: lemne de foc, fructe, unt, păsări, pește etc. Astfel, racovicenii din „partea scăunală”, anterior anului 1700, erau obligați în fiecare iarnă să plătească castelanului de la Turnu Roșu: 50 de care de lemne, 4 care de fân și 16 câble de ovăz. În anul 1749 valoarea taxelor plătite a fost de 1458,47 florini, echivalent cu prețul a 140 de boi, în timp ce „partea iobăgită” a plătit impozite în valoare de 290,10 florini.
În plus față de plata acestor taxe, se executau diverse munci obligatorii, cum ar fi: robota — o săptămână din trei în extrasezonul muncilor agricole și „cât era nevoie” în perioadele de vârf ale acestora; transporturi și cărăușii; încartiruirea și întreținerea oastei; de crâșmărit; obligații militare etc.
Din punct de vedere al componenței sociale, în sat trăiau: iobagi, dotați cu „sesii iobăgești” în suprafață de 10–15 jugăre; jeleri fără sesii, dar obligați să presteze și ei anumite „robote”; plăieși ce erau obligați a păzi granițele țării; pușcași, curieri și libertini, unul dintre aceștia fiind Ion Bobanga, menționat în anul 1765,, căsătorit cu Maria, una din surorile lui Ștefan Hadju, nobil de Racovița.

## Racovița în timpul graniței militare (1765–1851)
|  | Și astăzi n-are decât să cutreiere cineva satele din vecinătatea Sibiului, ca să observe în cultura și apucăturile oamenilor, în situația lor economică, culturală și bisericească urmările acestei organizări grănicerești. | — Nicolae Iorga |

### Înființarea graniței miliare transilvănene și militarizarea Racoviței

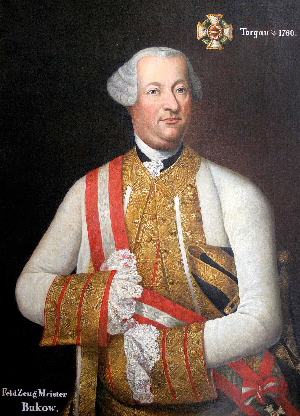
Adolf Nikolaus von Buccow
comandant militar și guvernator al Transilvaniei

În cel de-al treilea deceniu de domnie al împărătesei Maria Tereza, Curtea de la Viena decide înființarea regimentelor grănicerești în Transilvania. Pentru ducerea la îndeplinire a misiunii a fost însărcinat la data de 5 iulie 1761 generalul de cavalerie Adolf Nikolaus von Buccow, al cărui proiect a fost aprobat de împărăteasă în 16 aprilie 1762.
După înființarea Regimentului II de graniță românesc cu sediul la Năsăud în anul 1764, s-a început constituirea Regimentului I de Graniță cu sediul la Orlat, context în care a fost militarizată în întregime și Racovița, operație ce a durat până în anul 1766 și a fost condusă de generalul Josip Siskovics. Hotărârea de înființare a fost luată în 24 februarie 1765, hotărâre ce a stat la baza întocmirii unei conscripții amănunțite ce prevedea stabilirea numărului de locuitori ce puteau fi încorporați precum și cuantumul despăgubirilor ce trebuia să fie plătite de către autoritățile militare „proprietarilor” satului.
La data de 30 octombrie 1765, Racovița a fost aleasă ca sediu al Companiei a VII-a, comandată de către căpitanul Graf von Dietrichstein.
Conscripția din 1765 pentru „partea iobăgită” consemnează două familii nobiliare: Ștefan Hajdu de Racovița, a cărui moșie era delimitată de „Ulița Donului”, vale și „Hudița Piști”, și familia nobiliară Martin Biro — înființată prin 1725 de către comitele Iosif Teleky de Szek — a cărei „curte” era vizavi de prima familie, începând de la gospodăria lui Aurel Fogoroș până la cea a profesorului Octavian Mînduc.

Dispunerea în teritoriu a companiilor Regimentului I de Graniţă de la Orlat

În plus de acestea existau posesiuni de pământ a cunoscutelor familii de magnați unguri ai vremii cum au fost: Bánffy, Bethlen, Bornemisa, Lázar, Toröczkai, Vaida. Din documentele istorice, precum și din tradiția orală, reiese că racovicenii nu s-au înrolat de bună voie în miliția de graniță și, ca urmare, o mare parte dintre ei au fost expulzați, în sat rămânând foarte puține familii printre care se numără Bobanga, Cîndea și Doican.
Familiile expulzate, printre care Banciu, Bănceu, Cîrțău, Durdun, Faur, Frăsie, Hoandră, Ionuș, Lazăr, Nicula, Ritivoi, Sarchiz, Tîlvan, Totan, Urzică, s-au stabilit în Sebeșu de Sus și Sebeșu de Jos, Porcești (actualul Turnu Roșu), Bradu și Săcădate, unde s-au apucat de „boștănărit". Satul a fost repopulat cu familii — uneori și familii cu statut de „boieri” ce nu prestau corvezi militare — ce apar în evidențele militare nu după numele lor, ci după cel al localităților de unde au venit, cum ar fi: Arpășan — din satul Arpașu de Sus sau de Jos; Buciumean — din Bucium; Comănean — la Comăna; Fogoroș — la Făgăraș; Mărginean — la Mărgineni etc. Toți acești noi veniți în calitate de grăniceri au fost împroprietăriți cu sesiile și gospodăriile celor expulzați sau fugiți.

### Situația social-economică în timpul graniței militare

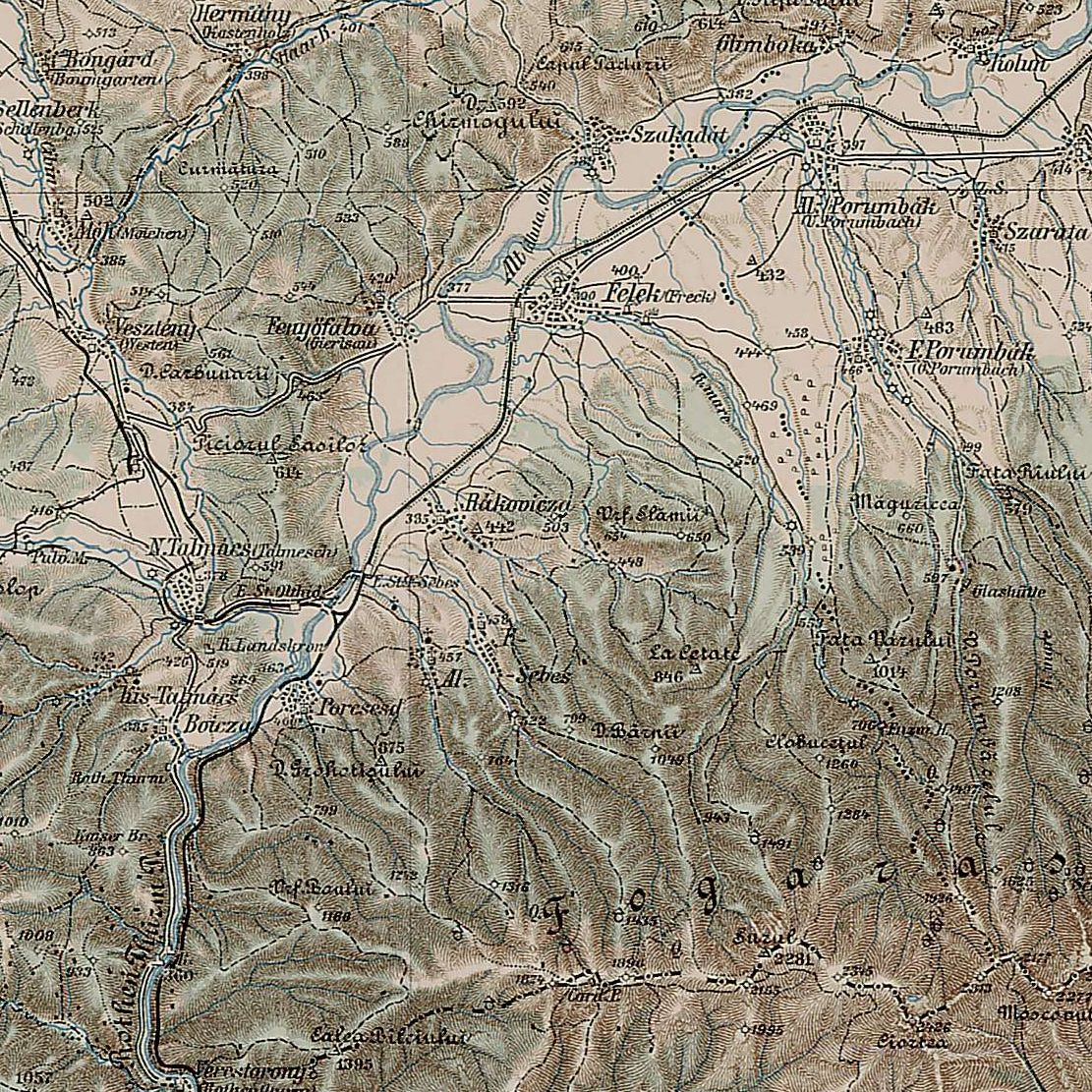
Racovița în a treia ridicare topografică - franciscană

Localităţile Companiei a VII-a de graniță

Cu toate avantajele derivate din statutul de grănicer, racovicenii nu s-au adaptat ușor la rigorile militare ce trebuiau a fi respectate. În plus s-au confruntat și cu abuzuri de ordin religios, precum și de altă natură, toate acestea generând conflicte violente între grăniceri și autorități, soldate în final cu numeroase dezertări. Astfel se consemnează în documentele vremii că în anul 1766 (în al doilea an după militarizare) numărul grănicerilor racoviceni a scăzut la 68, fapt ce a dus la arondarea localităților Porumbacu de Jos, Porumbacu de Sus și Scoreiu pentru întregirea efectivelor. Această situație a dăinuit până la desființarea graniței militare în 1851.
Fluctuațiile din efectivul companiei din Racovița nu au putut fi oprite nici chiar prin aplicarea de pedepse capitale, decât după mulți ani de la înființare, când autoritățile au început să ridice gradați mai mărunți din rândurile localnicilor, cum au fost: „fraitărul” Onea Metea în 1777; caporalii Ioan Bîrsan în 1784, Anton Cîndea în 1803; Nicolae Sîlca și Nicolae Suciu în 1834.
Începând din 1800 apar mărturii scrise despre participarea racovicenilor la campaniile purtate de Imperiul Austriac în Europa. Acestea sunt în special în diverse statistici privitoare la numărul de invalizi și semiinvalizi, astfel în anul 1800 se consemnează în sat 56 de semiinvalizi și 34 de „Gantze-Invaliden”. În anul 1797, în cadrul războaielor napoleoniene, în lupta de la Monte Zuello din Italia, a căzut grănicerul Dumitru Stoichița și în 1813 grănicerul Ioan Stoica.
O statistică a companiei din 1828 consemnează 150 de case de grăniceri, locuite de 451 bărbați și 461 femei. În gospodăriile lor aceștia aveau 103 cai, 345 de boi, 330 de vaci, 520 de oi, 121 de capre, 390 de porci, 58 de stupi și 22 de cazane de fiert țuică. Cu 22 de ani mai târziu, în 1850, erau 300 de case în care locuiau 578 de bărbați și 667 de femei.
Drept compensație pentru prestarea serviciului militar, grănicerii cultivau sesiile pe care le aveau în folosință pentru asigurarea hranei precum și pentru procurarea uniformei grănicerești numită și „mundir”. Mărimea sesiei a variat de-a lungul timpului de la doar „10 gălete de semănătură” în 1777, respectiv la cca. 2,5 ha până la 8 ha în 1851, anul desființării graniței.
Autoritățile s-au implicat în răspândirea asolamentului trienal în agricultura locală începând din anul 1777, drept pentru care s-a extins cultura porumbului, a cartofului și pomăritul. Muncile agricole și cele gospodărești se desfășurau după calendare impuse de autorități „la comandă”, respectiv: „slobosul” la cules, al adusului „bucatelor” de pe câmp, „slobosul” ciurzilor pe miriști, prin „otrăvuri” sau cucuruze etc. Toate aceste „campanii” erau anunțate din timp la „poruncile” din fața bisericii în zile de sărbătoare, prin „suflarea trânghiței” sau bătutul „dobei” prin sat.
În anii în care producția agricolă era nesatisfăcătoare, regimentul ajuta cu cele necesare familiile grănicerilor, urmând ca aceștia să plătească datoria când aveau posibilitatea. O grijă specială era îndreptată spre cei ce au dobândit invaliditate în timpul serviciului militar, fiind ajutați prin intermediul unui fel de „bancă de păstrare și împrumut”, care, în luna ianuarie 1776, dispunea de un fond în valoare de 190 florini și 5 cruceri, ceea ce o situa pe locul al III-lea din regiment.

### Participarea grănicerilor racovițeni la Revoluția din 1848–1849

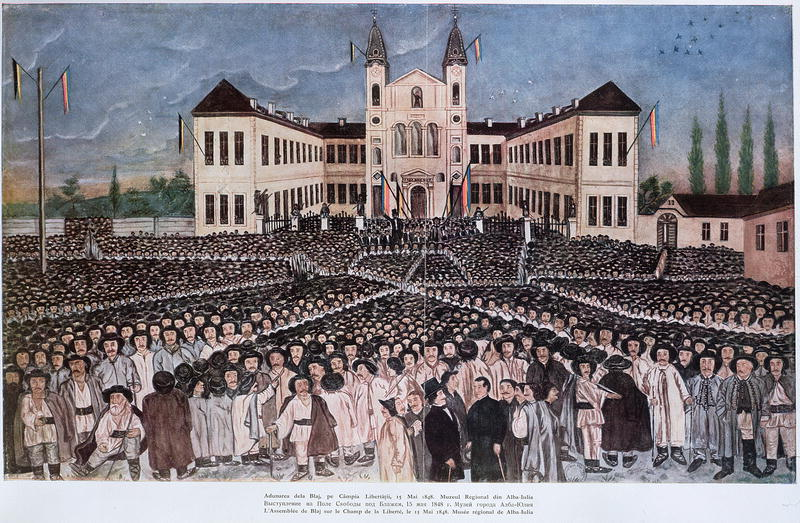
Adunarea de la Blaj

Desfășurându-se pe fundalul luptei generale împotriva feudalismului, a stării de exploatare socială și oprimare națională exercitată de către clasele privilegiate din Transilvania, revoluția a fost salutată încă de la izbucnirea ei și de către grănicerii racoviceni. A contribuit la această atitudine conștiința națională și de clasă, adâncirea sentimentului de libertate și a celui de proprietate asupra pământului pe care-l munceau și nu în ultimul rând mândria lor de a fi purtători de armă, drept pe care-l aveau în acea vreme doar clasele privilegiate.
Grănicerii racoviceni au participat masiv la Marea Adunare de la Blaj de pe Câmpia Libertății, din 15 mai 1848, delegația de 172 de persoane în frunte cu comandantul David Urs fiind cea mai numeroasă din împrejurimile Sibiului. Confirmarea prezenței se vede și prin faptul că doi dintre conducătorii lor s-au aflat printre delegații aleși pentru a protesta împotriva unirii Transilvaniei cu Ungaria și anume locotenentul David Urs din delegația trimisă la împăratul de la Viena și preotul Ioan Moldovan prezent în delegația trimisă la Dieta din Cluj.
Faptul că românii nu au vrut să se unească cu Ungaria a determinat guvernul provinciei să treacă la represalii, în primul rând prin arestarea membrilor Comitetului Național Român din Sibiu, context în care Simion Bărnuțiu s-a refugiat în Racovița, punându-se astfel sub scutul grănicerilor de aici. De teama represaliilor, intelectualii ardeleni și-au găsit adăpost în satele grănicerești ca Orlatul, Veștemul și Racovița unde, notează George Barițiu, „mâna guvernului provincial nu se putea întinde fără știrea și încuviințarea comandei generale”, printre aceștia fiind și protopopii Ștefan Moldovan de la Mediaș și Elie Farago de la Târgu Mureș.
Merite deosebite ale grănicerilor racoviceni au fost legate de eliberarea lui August Treboniu Laurian și a grupului său întemnițați la Sibiu, după cum consemnează „un copoi al stăpânirii”:
| “                                               | [...] ideea eliberării lui Laurean și prin forță s-a cristalizat la locuința sublocotenentului Novac din Orlat, unde a participat atât preotul local, Brad, cât și jurații satului. Înștiințări în acest sens s-au trimis și la Veștem și la sublocotenentul Urs, precum și la Scoreiu. În chipul acesta s-a pus la cale îngrămădirea unui mare număr de soldați grăniceri, sub conducerea preoților din Orlat, Veștem și Racovița, care au pretins în modul știut eliberarea celor arestați. La 22 august, sublocotenentul Novac însoțit de preotul din Orlat și de un necunoscut, au venit la Veștem unde au ținut sfat cu sublocotenentul Șăndruc, cu preotul și primarul. De aici au plecat la Racovița, la sublocotenentul Urs, unde, împreună cu preotul român, au hotărât ținerea de adunări care să meargă până la violență | ” |
| — Iosif Dobokoi, vameș la Porcești (Turnu Roșu) | |   |

Racovița și Districtul Făgăraș în Harta Iosefină a Transilvaniei, 1769-73

Ca urmare, românii reuniți de prin satele vecine s-au adunat în număr de 8–10 mii, cei mai mulți înarmați, în jurul Sibiului și au obținut eliberarea lui Laurian și Bălășescu ducându-i „înconjurați de facle și de o mare mulțime de popor până la Orlat, unde îi așteptau banda militărească și tot poporul”.
În același an, 1848, preotul Ioan Moldovan este ales ca „adlatus” în conducerea administrației românești instaurată în toamna aceluiași an în Districtul Făgăraș.
În 1849, sub comanda căpitanului Dionisie Drăgoiu, grănicerii racoviceni au luat parte la luptele din noaptea de 15/16 martie pentru apărarea podului de peste Olt dintre Avrig și Bradu, fiind învinși de către colonelul Czecz, comandant al trupelor maghiare. După bătălie, maghiarii au ocupat Racovița, au devastat clădirile companiei precum și locuințele ofițerilor, dedându-se la represalii.
Odată cu înfrângerea revoluției maghiare de către trupele rusești care au cantonat și marginea satului, în „Mestecăniș”, grănicerii racoviceni s-au întors pe la casele lor, campania din acest an fiind ultima confruntare armată la care au mai participat, înainte de desființarea graniței militare.

### Desființarea graniței militare și trecerea Racoviței în administrația civilă

Decret de desființare a regimentelor, 1851

Desființarea regimentelor românești de graniță s-a făcut în baza decretului împărătesc din 22 ianuarie 1851, el fiind adus la cunoștința populației grănicerești prin Ordinul Comandei generale din Sibiu, cu nr. 3598 din 18 februarie și pus în aplicare cu data de 1 aprilie a aceluiași an.
După 86 de ani de viață militară s-a trecut la predarea în administrație civilă a Racoviței în ziua de 30 martie 1851. Foștilor grăniceri le-au rămas în posesiune sesiile personale în suprafață de circa 15 jugăre de pământ, pădurile, pășunile precum și dreptul de folosință asupra așa-zișilor „Munți Revendicați”. Presa vremii menționează că la adunarea care a avut loc cu acest prilej, grănicerii au vărsat „cele din urmă lacrimi de suvenire”.
Ca „predător”, actele au fost semnate de comandantul companiei, locotenentul-major Ioan Poplăcean iar ca „primitor” din partea autorităților administrative superioare, Ioan Pușcariu. Din partea autorităților locale actele sunt semnate de către judele satului, Gheorghe Raț, precum și de decanul de vârstă al așezării, Nicolae Todea. Din actele întocmite cu acest prilej rezultă că populația satului era de 1166 oameni dintre care 573 de bărbați și 593 de femei, dintre care existau 109 grăniceri și 52 de invalizi. De asemenea, în sat existau 215 gospodării ale grănicerilor și 28 ale jelerilor, 134 de șuri și 151 de grajduri, 759 de capete de „vite mari”, dintre care 123 de cai, 229 de boi, 407 vaci, dintre care doar 6 pentru jug. În plus mai erau 519 oi, 200 de capre și 732 de porci. Ca unelte agricole se mai găseau 139 de pluguri și 171 de căruțe, dintre care doar 102 aveau roți „încălțate cu rafuri”. Grănicerii aveau 199,2/5 sesii militare în suprafață de 997 de jugăre (574ha) de pământ arabil categoria a III-a și 130 ha de livezi, 38,6 ha de grădini și 1440 ha de păduri.
Principalele efecte pe care le-a lăsat militarizarea Racoviței sunt:
- Unificarea administrativă a celor doua părți de sat—„partea scăunală” și „partea iobăgită”—într-o singură unitate, destinată a fi sediu de companie;
- „Spargerea” tiparelor vechii așezări și apariția altora noi, corespunzătoare statutului militar, ceea ce adus în primul rând la desființarea iobăgiei și la primenirea populației băștinașe într-o proporție de 95%;
- Statutul social-economic privilegiat al racovicenilor și rigoarea militară au dus la formarea unei psihologii proprii cu înalt spirit de disciplină, organizare, dreptate, cinste și omenie.[53]
- Lărgirea orizontului cultural și politic cu prilejul cunoașterii realităților altor țări europene prin care au fost cu ocazia campaniilor la care au luat parte.

Ca urmare a desființării regimentului de la Orlat, Racovița a beneficiat de o cotă-parte din „fondul școlastic” creat cu acest prilej, fond cu care grănicerii și urmașii lor au finanțat în perioada 1871–1921 „școala grănicerească” din sat și au construit în 1904 actuala clădire a școlii generale.
Graniței militare i se datorează clădirile fostei case parohiale amplasate pe locul actualei locuințe a lui Gheorghe Hulpuș de pe „Vale-n Sus”, clădirea actualei case parohiale de pe „Ulița Donului” și clădirea fostei cancelarii a Companiei a VII-a, cunoscută de localnici de „Cănțălărie” a fostului „chelțăr comunal”, ce este acum sediul primăriei.

### ComandanțiiCompaniei a VII-a

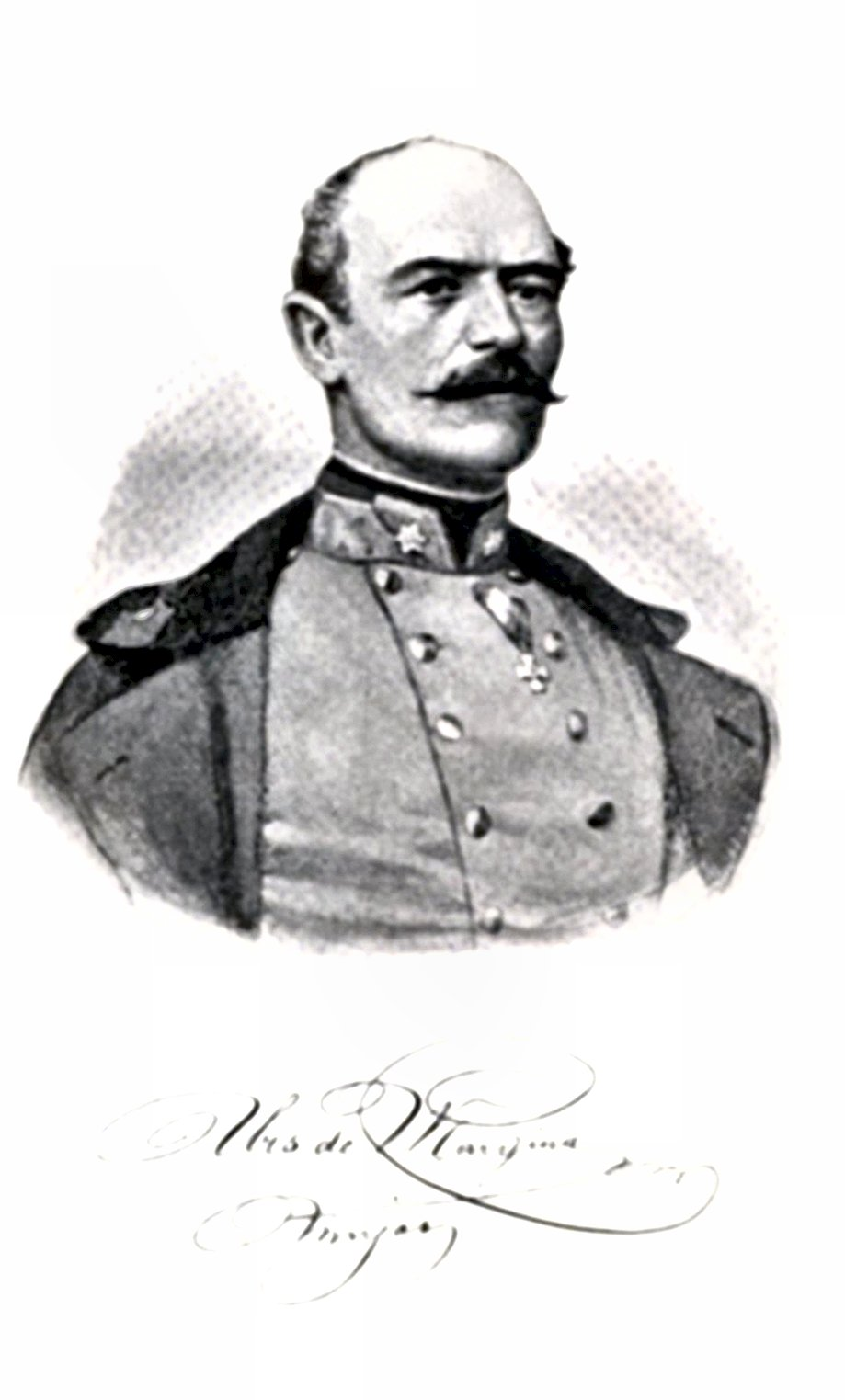
David Urs de Margina în grad de maior, cu Ordinul „Maria Tereza” la piept

În anii săi de existență, compania din Racovița a avut la comanda ei numeroși ofițeri, majoritatea au fost însă străini. Lista ce urmează este perfectibilă cu precizarea că anii indicați sunt cei în care ei au semnat acte care le atestă calitatea de comandant:
- Căpitan Graf von Dietrichstein (1765–?), venit aici de la Regimentul II grăniceresc român de la Năsăud, la a cărui înființare a participat[56];
- Căpitan Karl von Kettner (1774–1786). O caracterizare a sa din anul 1777 ni-l prezintă drept „silitor în cele militare cât și în cele economice, dar om cam stricat”[57];
- Căpitan Iohan Caballini–Ehrenburg (1789–?), ofițer foarte capabil, care mai apoi a fost comandant al Regimentului orlățean.[58];
- Căpitan-locotenent Frantz Iosef von Grätze (1796–1800), sub comanda căruia se pare ca au luptat grănicerii racoviceni împotriva lui Napoleon[59];
- Căpitan Georg Rehland (1800–1811);
- Căpitan Simion Kossovatz (1817–1822);
- Căpitan Paul Cornelli (1822–1828), decedat în sat la data de 14 aprilie 1828;
- Căpitan-locotenent Carl Asselt von Liebler (1828);
- Căpitan-locotenent Mihai Tulbaș (1829–1832). A fost primul ofițer român care a comandat compania respectivă[60]. Cu gradul de maior a făcut parte din deputăția trimisă de către Marea Adunare Națională de la Blaj din 3/15 mai 1848 la Curtea de la Viena[61];
- Căpitan-locotenent Carl Grätze (1833);
- Căpitan-locotenent Ștefan Horvath (1835–1838);
- Căpitan Brandhuber (1841);
- Căpitan Carl Tritschler (1842);
- Căpitan-locotenent Wilhelm Arz (1842–1844)[62];
- Căpitan Stanislau Philipovich (1844–1848), ultimul comandant străin al companiei. Se pare că era bine integrat în viața satului, deoarece îl întâlnim cununând frecvent perechi de grăniceri și botezându-le copii acestora[63];
- Căpitan David Urs (1848–1849). Adjunct al căpitanului Philipovich încă din 1846, în anii revoluției se pare că a fost comandantul „plin” al companiei, funcție în care s-a dovedit un exemplu tipic de ofițer român, patriot, care și-a pus întreaga sa capacitate în slujba națiunii și a poporului din rândurile căruia s-a ridicat. El este colonelul David Urs de Mărgineni de mai târziu, primul ofițer român din armata austriacă, decorat cu Ordinul „Maria Tereza” și înnobilat ca atare[64];
- Sublocotenentul Vasile Stanciu (1849–1850). Originar din Viștea de Jos, el a făcut parte din rândurile Regimentului nr. 46, continuatorul Regimentului orlățean, până în anul 1859 când a fost pensionat cu gradul de căpitan-locotenent;
- Locotenent-major Ioan Poplăcean (1850–1851), originar din Orlat, ultimul comandant al companiei, care a și semnat documentele de desființare a ei.

## Racovița în perioada 1851–1918

Baronul Ludwig Wohlgemut

„Publicarea pentru populațiunea ambelor regimente române de graniță” din 18 februarie 1851 de către baronul Ludovic de Wohlgemut, „feldmareșal-locotenente și guvernator civil și militar al Transilvaniei”, pe lângă că făcea cunoscută grănicerilor „preaînalta mulțumire împărătească pentru credincioasele servicii pe care le-au făcut, ca trupe de graniță, atât înăuntrul țării cât și înaintea dușmanului”, recomanda ca după depunerea armelor și „trecerea la viața pașnică”, foștii grăniceri să rămână alipiți tronului, să dea ascultare și să dovedească o credincioasă împlinire a datoriilor către noile dregătorii, să fie vrednici și în viitor de numele cel bun, câștigat pe dreptate, să fie ca și până atunci ostași și cetățeni bravi și loiali.

### Satul și locuitorii săi în a doua jumătate a secolului al XIX-lea
Aproape imediat după trecerea în administrație civilă a Racoviței, racovicenii s-au trezit în fața unor autorități ostile lor, care nu au uitat atitudinea grănicerilor în anii revoluției din 1848. Astfel că prin dezmembrarea Scaunului filial al Tălmaciului de la „Fundul regesc”, racovicenii au fost declarați iobagi și li s-a luat dreptul de folosință avut până atunci asupra „munților revendicați”.
Odată cu instaurarea dualismului austro-ungar în 1867, situația racovicenilor a cunoscut o înrăutățire progresivă pe plan social-economic. Ea își găsește expresia în „Jălania” pe care Eforia școlară și „Diregătoria” comunală a înaintat-o în anul 1872 „Comitetului Administrativ al Fondului Școlastic Grăniceresc” de la Sibiu:
| “         | [...] Comuna noastră, Racovița, este dotată cu un hotar neroditor(și) mai cu seamă, numai prin „hoșnărit” (comerț?) cu lemne de foc își câștigă locuitorii traiul vieții și fiindcă acum și lemnele și-au pierdut prețul și alte izvoare de trai nu are, așa este foarte săracă. Fără acela, acuma este foarte îngreuiată cu darea anuală, cât, într-adevăr, putem zice că mai toate zilele se află un comisar din partea preceptorului din Făgăraș, aci, la execuție, care, biciuluind puținele averi are datorașilor, le duce, când și când, la Sibiu, spre vânzare. Apoi, fără de aceia, nu are comuna nici un venit, și totuși are de a plăti, pe tot anul dregătoria comunală, adecă: notarul, judele, culegătorul de dare, pârgarii(și) servitorii comunali, cu leafă însemnată și mai multe spese cari nu le putem aicea înșira. Fiind comuna de 20 de ani de către comuna Avrig pentru muntele nostru, „Racoviceanu”, cu un proces mare atacată, la care, cât de puțin, cheltuim pe tot anul, cu mergerea înainte a judecătoriei(sic), la Sibiu, peste 100 florini v.a., apoi alte călătorii, la Sibiu, mai nenumărate, politice, la inspectorat, care tot cu plata se fac! Muntele, din pricina procesului, nu-l putem arenda cu prețul de demult, făr numai cu jumătate: 80 - 90 florini, pe an, cu care spesele ce avem cu procesul, nice jumătate nu le putem coperii! Apoi, celelalte greutăți, tare apăsătoare, ca să le coperim suntem siliți, în tot anul, a face „aruncătura” pe vite, de 90 cruceri și așa se poate privi starea noastră, că s-au dus și se duc mulți locuitori din comună, în România, la lucru, la calea ferată, ca să-și poată câștiga parale și să-și plătească darea cea apăsătoare, că în anul trecut, fiind mare lipsă de bucate, au fost siliți foarte mulți locuitori a-și zălogi, ba chiar și vinde pământurile de tot, la străini, numai să-și agonisească traiul vieții. | ” |
| — Jălanie | |   |

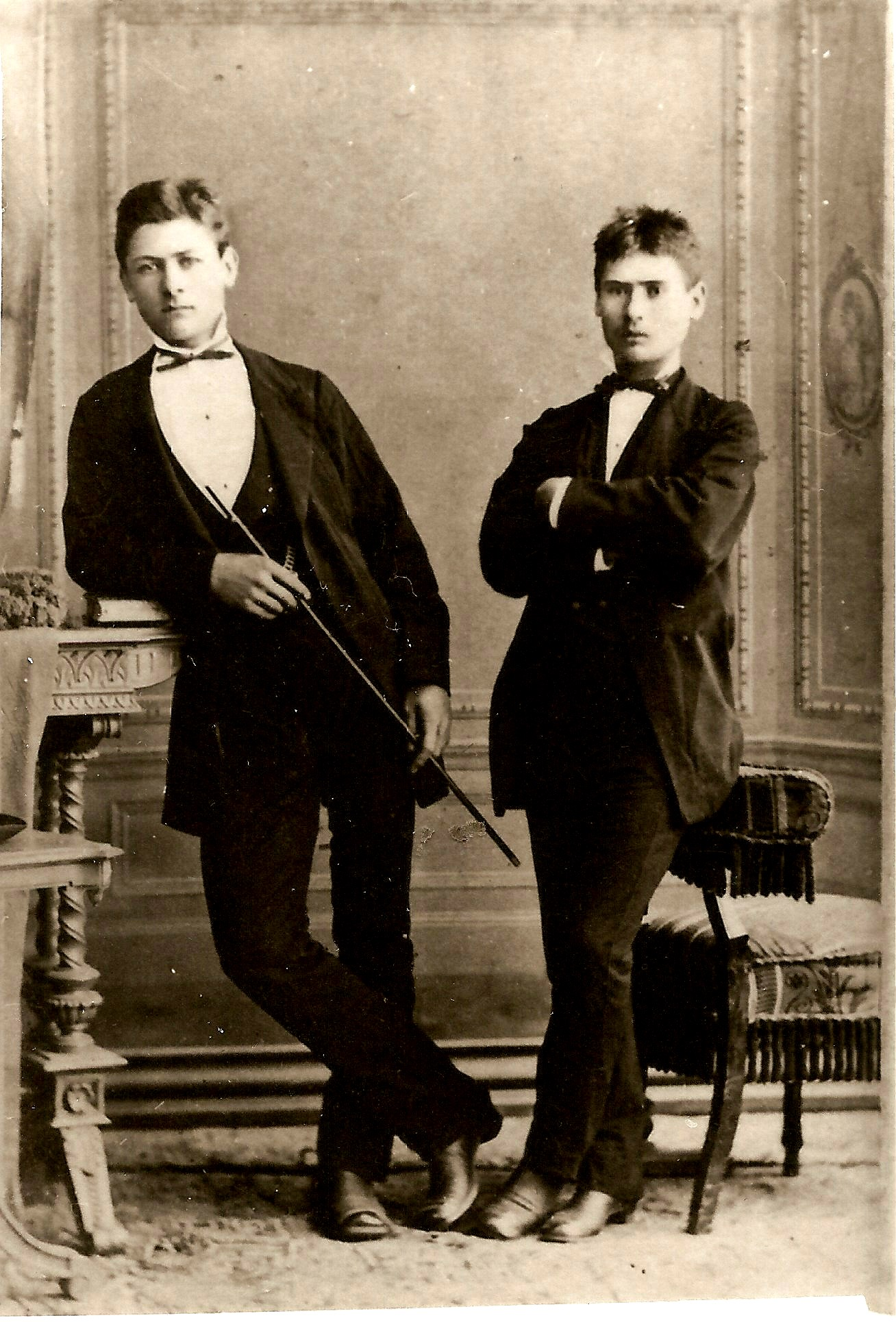
Dionisie şi Aurel Florianu la Blaj

În plus față de greutățile care sunt enumerate în „Jălanie” se pot adăuga inundațiile Oltului ce compromiteau recoltele, numite de localnici esundații și desele epidemii ce afectau atât șeptelul cât și populația, astfel că în 1871 mortalitatea infantilă a depășit 30%. De asemenea, își puneau amprenta frecvent anii secetoși și/sau anii cu ierni prelungite. Din tradiția orală rezultă că pentru a depăși aceste greutăți, locuitorii au început să se ocupe cu recoltarea scoarței de arine, de unde le-a venit supranumele de „scorțari”, nume dat de locuitorii satelor vecine. Din aceste vremuri vin locuțiunile a rade scoarța sinonim cu a fi sărac, lipit și a rade hireanul aluzie la rădăcinoasa cu care „căsenii” își astâmpărau foamea.
Realizările satului în această perioadă au fost înființarea „școlii grănicerești” în 1871, construirea bisericii greco-catolice între anii 1887–1890 (din 1948 în folosința BOR), construirea actualei școli generale în 1904 și executarea pe întreg teritoriul satului a lucrărilor de cadastru și crearea „Cărții funduare” a localității între anii 1871–1886.
Implicările oamenilor satului în evenimentele vremii au fost numeroase. Astfel, fiii parohului greco-catolic Petru Florianu, Dionisie și Aurel sunt semnatari ai procesului-verbal din 29 aprilie 1876 prin care „septimanii” și „octavanii” Blajului s-au decis să sărbătorească aniversarea zilei de 3/15 mai 1848, manifestație interzisă de autorități după anul 1867;
Racovicenii s-au implicat în acțiuni de strângere de  fonduri constând din sume de bani, bandaje, îmbrăcăminte..., la „Apel către române” lansat de către „Comitetul de doamne” din Sibiu cu prilejul Războiului de Independență al României din 1877. Fondurile au fost trimise prin Comitetul de la Sibiu Societății de „Cruce Roșie” din București, „notărășița” Paraschiva Măcelariu colectând suma de 43 de florini, iar „preuteasa” Ana P. Florianu „pânză, cămeși, ștergare și lepedeauă”.
Victor Florianu a fost implicat „la unele conversiuni ce s-au înscenat în favorul și onoarea osândiților în procesul Memorandiștilor”, din vara anului 1893, la Sibiu.

### Procesul dintre racoviceni și avrigeni pentru muntele Suru
Procesul a durat aproape 300 de ani (1627–1914) și reprezintă un exemplu tipic al conceptului de justiție al claselor stăpânitoare de „divide et impera”. El a început în data de 20 mai 1627 când racovicenii au amanetat cămătarului Iacob Felekiensis din Avrig muntele „Suru” pe timp de 20 de ani pentru un cal în valoare de 12 florini.

Schița terenului în litigiu

În opinia lui Cornel Lupea, în documentele procesului s-au strecurat, intenționat sau nu, unele greșeli de localizare și de denominație a munților în litigiu: „...în realitate, muntele în cauză nu a fost «Surul» care din timpuri imemoriale a fost proprietatea avrigenilor, ci doar un «picior» de-al său, cunoscut sub numele de «Racoviceanu» sau chiar cel de «Racoviceanu ăl Mare»”.
Racovicenii n-au putut restitui prețul amanetării și muntele a rămas în posesia cămătarului până în anul 1715 când acesta a decedat ca majoritatea celor care au semnat actul de amanet. Ca urmare, comunitatea din Racovița a reclamat pe avrigeni, deoarece aceștia și-au însușit nu numai pe muntele în cauză, ci și o pădure alăturată acestuia.
S-au dat numeroase sentințe după cum au fost dictate de interese sociale, politice și de conjunctură, reprezentanții părților intervenind adesea pe lângă instanțele de judecată din Sibiu, Târgu Mureș, Alba Iulia, guvernul și Dieta țării, Curtea de la Viena și chiar la Maria Tereza și urmașului ei la tron Iosif al II-lea, „adesea «părțile» luând drumul Vienei ca și Horea!”.
Într-o asemenea situație, s-a apelat la memoria oamenilor bătrâni „știutori de ocină și moșie, care știau rândul hotarelor satului”. Avrigenii, hotărâți să câștige procesul, au recurs la un șiretlic judiciar strămoșesc: în drum spre „Racoviceanu” și-au pus pământ din „Valea Greșilor” în opinci și când au ajuns la terenul în litigiu au jurat cu mâna pe „Sfânta cruce” că ei stau cu picioarele pe pământ avrigenesc.
În anul 1914, racovicenii și-au vândut avrigenilor dreptul lor de proprietate asupra celor 746 jugăre din muntele „Racoviceanu”, pentru suma de 29.000 de coroane, conform „Încheierii judecătorești” nr. 8630/1914.
Justificarea acestei cedări a dreptului de proprietate după 300 de ani de procese a fost „că muntele era peste mână”, pe de-o parte prin poziționarea sa și a căilor de acces către el, iar, în plus de acestea, Racovița avea suficientă pădure și pășunat în posesie.

### Racovițenii și Primul Război Mondial

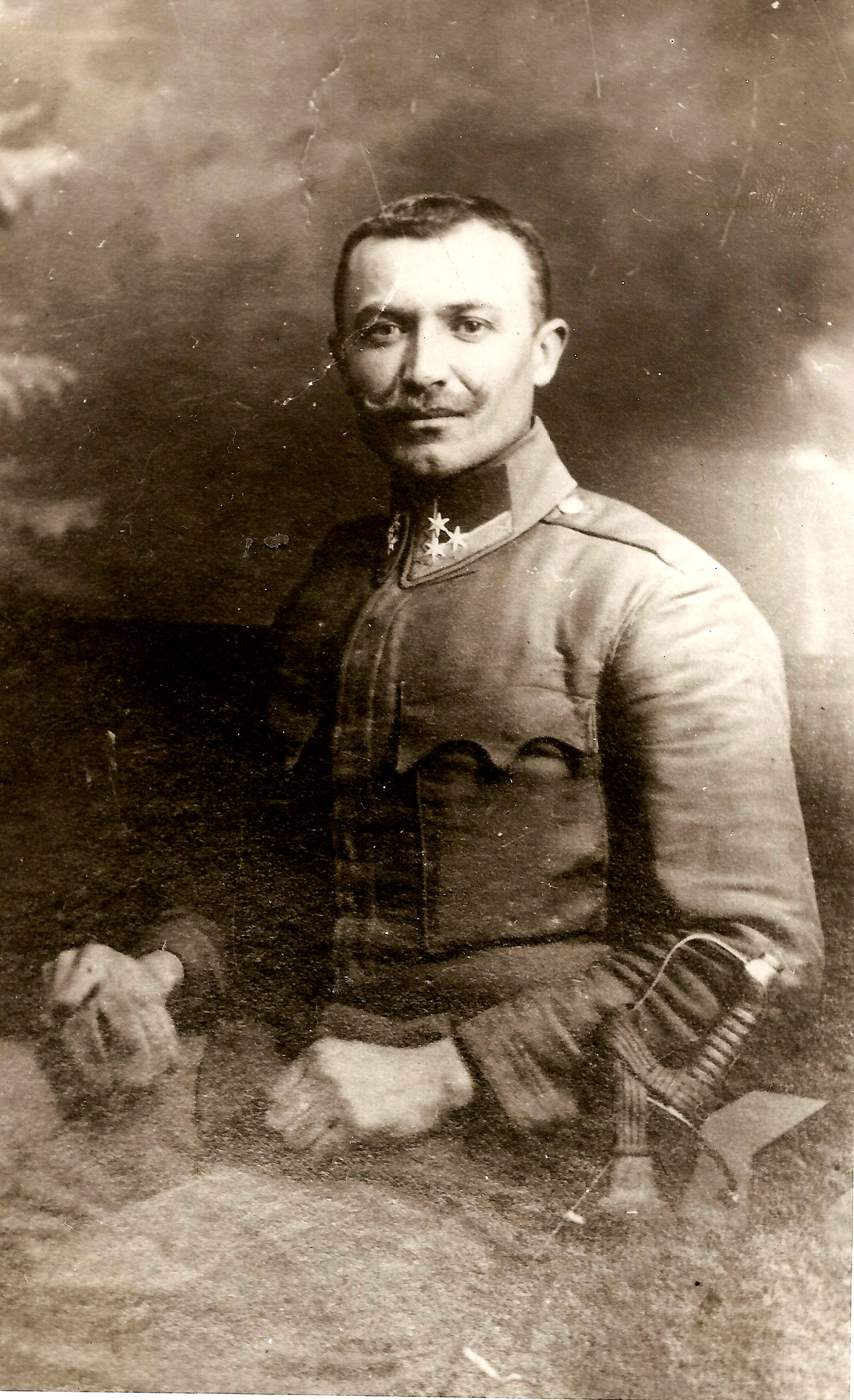
Ioan Doican, „maistăr” zidar și bărdaș, primar în 1922, 1924, 1938, 1941. A scris memorii de război: „Notes”.

Ajungând în tranșeele „Poloniei rusești”, ale Galiției, Albaniei, Italiei, Serbiei și chiar ale Franței, racovicenii au luptat departe de locurile natale ca supuși ai monarhiei.
| “ | [...] În sunetele tânguitoare ale clopotelor trase ca de înmormântare, au plecat pe câmpurile de luptă [...] tineri și vârstnici, în sat rămânând doar bătrânii, invalizii bătăliilor trecute precum și femeile și copii. În curând [...] spectrul războiului îndepărtat a prins să colinde și pe ulițele satului, sub forma rechizițiilor, a lipsurilor de tot felul, tot mai numeroase cu fiecare zi, a veștilor primite de la cei plecați, a primelor mame și neveste îndoliate, a primilor orfani [...] Nu mai au loc petreceri, nu se mai face „joc” duminica, iar timp de doi ani nu se mai înregistrează nici o căsătorie. Ca urmare a lipsei brațelor de muncă, autoritățile superioare bisericești au dat dezlegare credincioșilor de a lucra și în zilele de sărbători „legate”, fără a se tulbura însă liniștea cultului dumnezeiesc. | ” |

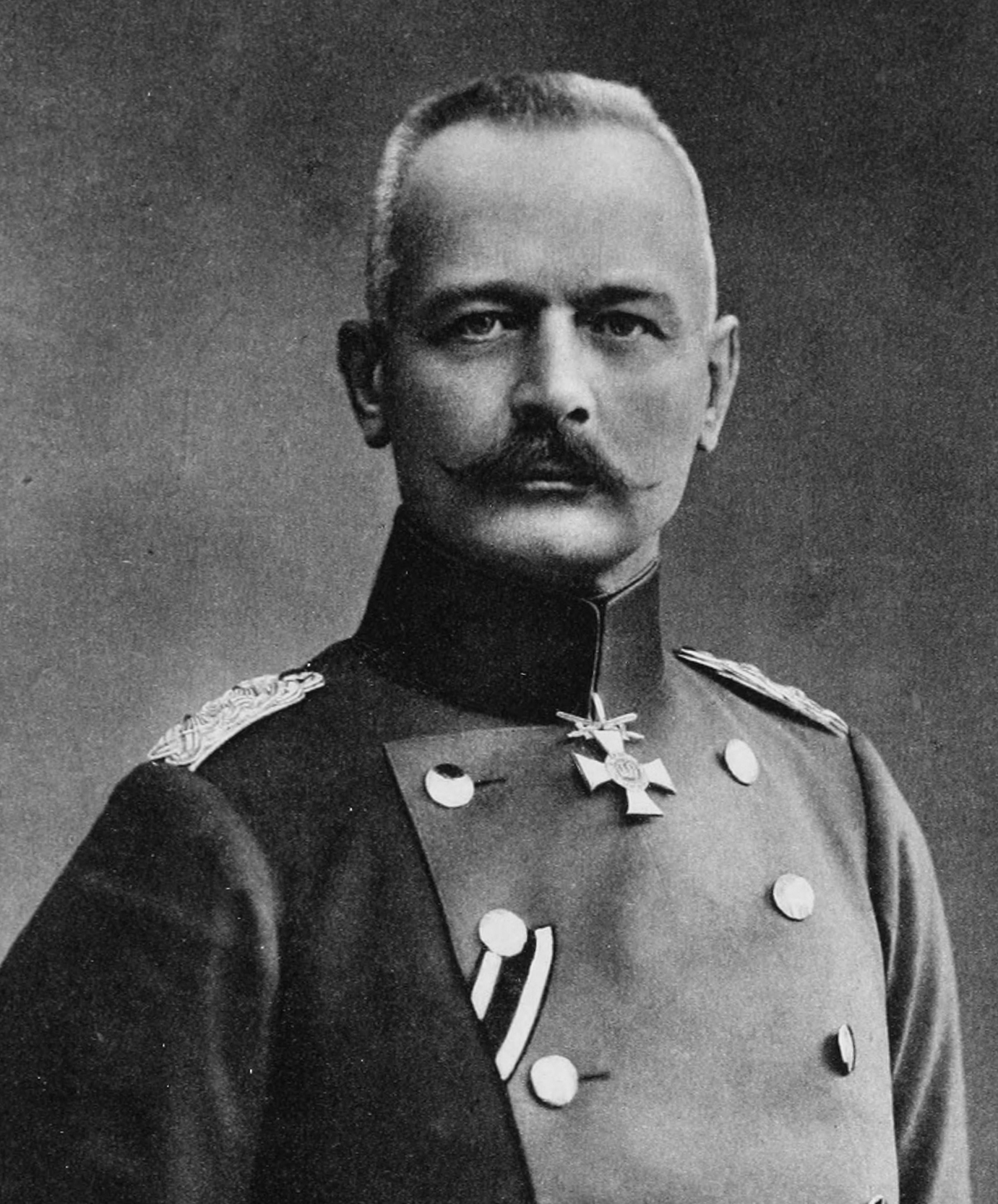
Erich von Falkenhayn
Chief of the General Staff

Racovicenii au fost repartizați în regimente majoritar românești ce au fost trecute în prima linie încă de la începutul ostilităților, fiind nimicite de mai multe ori și recrutate din nou. Acestea au fost Regimentul nr. 31 infanterie din Sibiu, regiment ce și-a mutat garnizoana în Cehia, în orașul Brün (Brno), Regimentul nr. 30 și nr. 32 infanterie și Regimentul nr. 23 honvezi. Alte regimente românești au fost regimentele de infanterie (nr.) 2, 50, 64 și regimentele de honvezi (nr.) 2, 5, 7, 8 și 24.
Ca urmare a intrării României în război la data de 14/15 august 1916, Racovița a devenit câmp de luptă încă din prima zi. Primele trupe eliberatoare au fost cele din batalioanele 2 și 3 aparținând Regimentului I de grăniceri, comandat de către locotent-colonelul Gheorghe Cantacuzino.
Efectiv, Racovița a fost ocupată în ziua de 18 august 1916 de către trupele comandate de sublocotentul Constantin T. Stoika, ce a avut o primire călduroasă făcută de către localnici, fiind întâmpinat de către toți racovicenii în frunte cu protopopul Valeriu Florianu încă de la „Podul Hotărălului” cu crucea și Evanghelia în mână.
| “                      | S-a oficiat serviciul divin în biserica satului. S-au trimis la biserică 20 soldați și câte un ofițer, de companie. Parohul Valeriu Florianu a pomenit, ieșind cu Sfintele daruri, pe regele nostru, Ferdinand I, în locul împăratului Franz Ioseph [...] ca niște izvoare captate de zăgazuri, așa au izbucnit lacrimile de bucurie atunci; în biserica românească din Racovița am auzit pe părintele Florianu binecuvântând cu Sfintele daruri pe regele Ferdinand I stăpânul acestor ținuturi. A izbucnit în lacrămi atunci biserica întreagă; era un imn păstrat în inimi, de veacuri, și care abia atunci se putuse înălța către Dumnezeul nostru. Vibra, cu teamă, glasul părintelui cărunt, parcă o presimțire desprinsă din necunoscut crispa glasul venerabilului părinte | ” |
| — Constantin T. Stoika | |   |

Ana Ivan închisă la Cluj (stânga jos)

Dionisie Florianu General-maior în armata austro-ungară

David Murărescu fost prizonier în Rusia

Spre jumătatea lunii septembrie a anului 1916, profitând de mutarea unor trupe românești din zona Racoviței pe frontul dobrogean, inamicul a concentrat în sudul Transilvaniei Armata a IX-a germană, comandată de generalul Erich von Falkenhayn, care a reușit să oprească ofensiva română la porțile Sibiului și mai apoi să treacă la contraofensivă. Astfel, Racovița a devenit din nou teatru de luptă, urmele acestuia putându-se vedea și astăzi sub forma tranșeelor care șerpuiesc pe la „Portișoară”, pe „Dealu Humelor”, precum și pe „Șanțu Săghișului”.
Satul a fost evacuat de către trupele române după ce în noaptea de 15/16 septembrie 1916, ostașii Diviziei 13 infanterie au dus lupte grele pentru a acoperi retragerea Diviziei 23 infanterie prin defileul Turnu Roșu. Satul a rămas astfel sub ocupație, suportând ca represalii sechestrarea unor bunuri, obligarea locuitorilor la corvezi și încartiruiri.
De tema represaliilor, juristul Victor Florianu și protopopul Valeriu Florianu, urmat de fii săi, Ovidiu și Liviu, au luat drumul pribegiei.
Această situație a fost curmată prin intervenția energică pe lângă comandamentul german a colonelului Dionisie Florianu, din armata austro-ungară, intervenție în urma căreia trupele de ocupație au fost obligate să cantoneze în afara satului pe „Părău Vâlcelelor”. Cu toate acestea, mulți racoviceni au avut de suferit în perioada 1916–1917 așa cum a fost Ana Ivan întemnițată la Cluj.

### Prizonierii din Rusia și Italia și înrolarea lor în corpurile de voluntari
În cursul primilor doi ani de război (1914–1916), peste 40.000 de ostași români, ardeleni, bănățeni și bucovineni care luptau pe frontul rusesc au căzut prizonieri sau au dezertat la inamic, ajungând astfel în diferite lagăre împrăștiate pe teritoriul Rusiei țariste, printre aceștia numărându-se numeroși racoviceni.
Evenimentele petrecute în Rusia în primăvara anului 1917 au încurajat dorința acestor prizonieri de a se înrola ca voluntari în armata română. Dorința lor s-a realizat după ce Ministerul de război al României a aprobat înființarea „Corpului de voluntari transilvăneni și bucovineni” la Darnița, lângă Kiev, condus de șeful statului major, colonelul C.G. Pietraru.
Președintele Comisiei a 7-a de recrutare a voluntarilor a fost protopopul Valeriu Florianu, ajuns aici după refugiul său din toamna anului 1916, și care a îndeplinit și funcția de protoier al acestui corp de voluntari, în care calitate a oficiat serviciul divin și în Catedrala mitropolitană din Kiev. După terminarea perioadei de instrucție, voluntarii racoviceni au fost încadrați în regimentele „Avram Iancu”, „Alba Iulia” și „Turda”, unii dintre ei ajungând să lupte la Mărășești și Oituz în anul 1917 în cadrul Corpului I de armată.
| Memorii de război, din „Notes”ul lui Ioan Doican, publicate în monografia Racoviței | Fotografie                                          |
| --- | --------------------------------------------------- |
| — 15 august 1915 — ...Între „șvarmlinii” erau mulți cai de-ai cazacilor, morți, că au fost aci, în sat. Și tunarii noștri au împușcat cu „zingranate” [proiectile incendiare] și au aprins satul și grajdurile unde au fost caii. Iar caii cazacilor s-au speriat de foc și au rupt frânele (frâiele) — care au putut — și au fugit, iar care nu au putut scăpa, să fuga, au ars acolo... Și doi iepuri au fost împușcați...nice aceia cât sunt de mici — și au voie de fugă — și nu au putut scăpa din ploaia gloanțelor. Cum să nu fie greu pentru bieții feciori, care nu au voie să fugă de gloanțe și trebuie sa meargă cătră ele?... ...Deși mi-a fost foame, că de ieri de la amiază nu am mâncat, văzând atâția morți, nu mi-a mai trebuit mâncare! I-am făcut o cruce lui Ioan Călin fiind că mi-a (fost) un bun cunoscut și prieten. M-a ajutat și Nicula Simion și cu lacrămi în ochi i-am pus-o la cap, zicând: Dumnezeu să-l hodinească! Am mai făcut o cruce și lui Paler. Dar așa de mulți morți au fost aci de nu biruia să-i îngroape. Erau ficiorii trântiți ca znopii după secerișul unei holde bune! Of, Doamne, ce mare este certarea lui Dumnezeu peste noi! Câte gloanțe s-au vărsat pe acel câmp, care costa milioane de florini! Apoi câți oameni tineri a zdrobit, în floarea vieții fiind! Apoi câte văduve au rămas numai din această zi de 14 spre 15 august! Apoi câți copii lipsiți de a(l) lor scump tată... ...Și tot se zice că acum trăim în veacul culturii... Of și amar de cultura asta! ...De la Regiment (Este vorba de Regimentul nr. 31 infanterie din care făcea parte.) au fost răniți și morți 1070... Toate pierderile acestea nu au plătit nimic. Au fost numai o nebunie sau prostie mare! Dacă cugeta cineva la bieții feciori, puteam să rămânem în pădure, că rușii tot se trăgeau înapoi și dacă înaintam noi 300–400 de metri... Ce pagubă a adus înaintarea aceia, nu poate nimeni s-o prețuiască!... — 20 august 1915 — ...Către ziuă am făcut „angrif”[atac], tot frontul și II regiment (Regimentul 31 infanterie, cu garnizoana în Brașov, format și acesta, în majoritate din români.) și am bătut pe ruși din „decunguri”, dar am avut pierderi foarte mari. Am cerut prin telefon 90 de care, ca să ne ducă pe cei care sunt greu răniți. Apoi câți au fost răniți ușor sau prin mâini, aceia (puteau) merge și pe jos. Apoi câți vor fi rămași morți? Of, săracii ficiori, cum își jertfesc viața și nu știu de ce!... | O filă din „Notes” Ioan Doican (militar) și familia |

O dată cu intrarea României în război la 15 august 1916 de partea puterilor Antantei, comandamentul trupelor austro-ungare, precum și cel german nu au mai avut încredere în trupele române ce luptau pe frontul de răsărit contra celor rusești, temându-se de fraternizarea cu acestea sau de dezertări în masă. În consecință, Divizia 35 austro-ungară din rândurile căreia făceau parte mulți români a fost mutată pe frontul italian pentru a lupta contra trupelor italiene și franceze. Din cauza intensei propagande de aruncare a armelor și a dezertării în liniile aliate, din rândurile racovicenilor au dezertat plutonierii: Ioan Doican, Nicolae Diac și Gheorghe Drăgoi (numit „majoru”), precum și ostașii: Ioan Comănean, Gheorghe Breteșan, Ioan Catană, Dionisie Crișan, Gheorghe Crișan, Toader Balea, Alexandru Dan, Ioan Fogoroș, David Fogoroș, Pamfir Haiduc, „străjameșterul” (sergent-major) Gheorghe Ivan, sergentul Vasile Ignat, Gheorghe Haica, Irimie Brudar, Gheorghe Murărescu, Gavrilă Măierean, Vasile Mereș, Gheorghe Olaru, David Răcean, Gheorghe Rășinar, Gheorghe Racolta, Gheorghe Rusu, Toader Săbăduș, Gheorghe Stoica și Miron Vasiu. Din cauza dezertărilor frecvente pe frontul italian, s-a propus formarea unei legiuni de voluntari români care s-a concretizat în regimentele „Horia”, „Cloșca” și „Crișan”.
În fața acestei situații generalizate pe întreg frontul italian, Divizia 35 austro-ungară a fost mutată pe frontul francez unde a fost pusă să lupte contra trupelor franceze și americane. Așa se face că unii racoviceni au căzut prizonieri în Franța, așa cum a fost Gheorghe Bucur (Gheorghea Nonului) care a reușit să învețe limba franceză, pe care apoi, spre mirarea tuturor, o folosea uneori în conversațiile pe care le avea cu „domnii” din sat.
În 1917, Victor Florianu, studentul care odinioară simpatiza cu „Memorandiștii”, ajunge în Statele Unite ale Americii, trecând împreună cu un grup de intelectuali români prin Rusia, Siberia, Japonia și Canada. Pentru a susține cauza națională peste ocean, din scrisorile trimise familiei în țară, rezultă că alături de Octavian Goga, Vasile Stoica și părintele Ioan Moța, a participat și el la mobilizarea românilor ardeleni emigranți peste ocean ținând discursuri cum a fost cel din 4 noiembrie 1917 din orașul Canton, statul Ohio:
| “                                                               | Când se va isprăvi și urgia aceasta a războiului și ne vom putea întoarce cu toții, acasă, în frumoasa noastră patrie, cu atât mai mare ne va fi bucuria și mulțumirea când ne vom vedea iarăși în mijlocul la ai noștri, cei doriți și iubiți... Neamul românesc, atunci când cu ajutorul lui Dumnezeu și al nobililor noștri aliați se va întregi și se va înfăptui mult dorita Românie Mare, va putea conta pe românii din America, ca pe niște regeneratori și susținători ai neamului românesc | ” |
| — C.Lupea, Racovița — Monografia unei străvechi așezări sibiene | |   |

Pentru faptele lor de vitejie, au fost decorați cu Medalia „Ferdinand I” Bălan Gheorghe, Timar Gheorghe, Stoica David, Aleman Gheorghe, Murărescu Vasile, Brudar Lazăr, Suciu Chirilă și Popa Victor.

### Racovița și Marea Unire de la 1 decembrie 1918
|  | [...] prin noroaiele tranșeelor de pe întinsurile Rusiei, Italiei, Franței precum și a altor fronturi de luptă, în îndepărtata Americă chiar, racovicenii nu numai că au visat dar au și contribuit direct sau indirect la măreața zi care avea să vină! | — Cornel Lupea |

În toamna anului 1918, cu fiecare zi ce trecea, destrămarea monarhiei dualiste austro-ungare devenea tot mai iminentă, principalul motiv fiind mișcarea revoluționară a popoarelor din întreg imperiul. Cercurile politice românești din Transilvania au trecut la o politică activă, orientată în direcția desprinderii acestei provincii de Ungaria și unirea ei cu România.
Continuatori și păstrători ai unor tradiții de luptă pentru emaniciparea socială și națională, racovicenii au răspuns la imperativul vremii și sub conducerea preotului local Leonte Opriș s-a format în sat o gardă națională din care au făcut parte locuitorii: Aurel Bobanga, Gheorghe Bobanga, Alexandru Fogoroș, Mărtinean Limbășan, Precup Lupea, Ilie Maxim, Grigore Murărescu, Costică Olaru, Pantelimon Olaru, Marcu Rusu, Alexandru Sălăgean și frații Ioan și Alexandru Tărîță. Înarmați cu armele de pe fronturile de luptă unde au luptat, ei au asigurat paza și liniștea localității participând și la dezarmarea unor trupe germane aflate în retragere. Sediul gărzii se afla la școala primară fiind subordonată Comandamentului gărzilor naționale din Sibiu.
În mod firesc, întreaga „suflare a satului” a subscris pentru unirea Transilvaniei și Banatului cu România, documentele „Adeziunea la Unire” și „Mărturisirea de credință” semnate de racoviceni au rămas încă nedescoperite în arhivele de documente ale Unirii, situație care de altfel nu este singulară. Se cunoaște însă componența delegației Racoviței care s-a deplasat la Alba Iulia pentru a susține Unirea în frunte cu parohul Leonte Opriș: Ioan Aleman, Dionisie Crișan, Alexandru Gligor, David Limbășan, Ioan Stoica și David Tărîță.
Evenimentele din toamna anului 1918 l-au găsit pe Dionisie Florianu în Cehoslovacia scriindu-i o scrisoare prietenului său, profesorul ceh Jan Urban Jarnik:
| “                   | [...] sper că vor face ispravă bună și se vor dezbăira pe vecie de dragostea și prietenia maghiarilor, de care a avut parte nația română, seclii de-a rândul [...] Citind din formularea Consiliului Național Român din Ardeal și știind că vor avea românii noștri — bieții de ei — mare lipsă de puteri inteligente de lucru, m-am pus și eu cu dragoste de neam, la dispoziția acestui Consiliu [...] [...] Eu mă întreb numai că de unde va lua Consiliul Național și mai târziu statul român atâția „inteligenți”, care să înlocuiască pe toți amploaiații de ungur și neamț, care până acum au umplut toate oficiile, de la ministru și până la cantonierul de cale ferată? | ” |
| — Dionisie Florianu | |   |

Fidel acestor gânduri, el se va stabili ulterior la Sibiu, activând în Resortul militar din cadrul Consiliului Dirigent, fiind unul dintre primii ofițeri superiori români proveniți din fosta armată austro-ungară care și-au pus întreaga capacitate de muncă în slujba neamului românesc.
În războiul ce a urmat și care s-a terminat cu succes în 1919 după campania din Ungaria, au luat parte numeroși racoviceni din care se remarcă ofițerii de rezervă Mihai Ogreanu, Gheorghe Bobanga, Ovidiu Florianu, precum și ostașii Irimie Balea, Mărtinean Limbășan și Ion Tărîță. În urma războiului rămas în memoria locului ca „bătaia a mare”, bilanțul este următorul: au fost mobilizați 333 de bărbați dintre care 330 de plugari, 45 dintre ei nemaiîntorcându-se acasă, rămânând în urma dispăruților 29 de văduve și 46 de orfani, comuna suferind o pagubă de 200.000 de coroane, iar particularii pierzând bunuri estimate la 422.180 de coroane.

## Racovița în perioada 1919–1940
|  | [...] Pretutindeni se putea vorbi și cânta românește, fără frica de a fi auziți de către jandarmii cu pene de cocoș la pălărie! | — Cornel Lupea |

Primul eveniment major de după Primul Război Mondial a fost transpunerea în practică a Reformei agrare din 1921, de pe urma căreia o parte din foștii combatanți au fost împroprietăriți cu pământ din proprietățile comunei Tălmaciu, din hotarul „Peste Olt”, cu o parcelă de pădure de stejar în „Cioru” precum și cu pășunat alpin în „Jidu” din Munții Lotrului. De asemenea, a primit și biserica opt jugăre de teren arabil.
Principala realizare economică din perioada interbelică a fost electrificarea satului. Hotărâtă încă din anul 1924, din lipsă de fonduri, lucrarea a fost executată între anii 1929–1931 de către Societatea Electrică Transilvana pe Acțiuni (SETA) din Sibiu. Punerea în funcțiune a avut loc la data de 10 octombrie 1931, alimentarea cu energie electrică făcându-se printr-o linie aeriană („trasă”) de 15kv de la Tălmaciu
Pe plan cultural se poate menționa înființarea „Școlii inferioare de arte și meserii” și trecerea la învățământul obligatoriu de șapte clase, precum și avântul pe care l-a luat viața cultural-artistică a satului sub auspiciile „Astrei”.
Criza economică din anii 1929–1933 a afectat în mod direct viața satului. Ca urmare directă a ei, banca „Suru” din localitate a dat faliment și „Școala inferioară de arte și meserii” a fost declarată extrabugetară și s-a desființat în anul 1938. Reforma monetară și punerea în aplicare a „Legii conversiunii” a adus urmări dintre cele mai rele pentru locuitorii prinși în situația de „datorași”.
În aceste condiții economice și sociale, un impact pozitiv l-au avut înființarea unor obiective industriale cum au fost: fabrica de ață Românofir S. A. și Uzinele Mârșa. Fabrica „Românofir” s-a construit și a fost pusă în funcțiune în secolul al XX-lea la sfârșitul deceniului al IV-lea în Tălmaciu și s-a numit ulterior „Firul Roșu” Tălmaciu. La acest obiectiv economic, precum și la atelierele și fabricile de postav din Cisnădie s-au consemnat primii muncitori industriali, în special femei, ai Racoviței. Construirea Uzinelor Mîrșa a început în secolul al XX-lea la sfârșitul deceniului al IV-lea și a fost amplasat pe terenurile racovicenilor, aceștia rămânând fără o parte din pășunile din „Arini”, fără fânețele din „Lunci” și fără o parte din terenurile arabile de la „Arinii ăi Mari”. Pentru a-și apăra drepturile de proprietate asupra pământurilor în cauză, racovicenii, în frunte cu protopopul Valeriu Florianu, au protestat violent împotriva exproprierilor de teren făcute în baza unui decret oficial mergând până la regele Carol al II-lea. Astfel, Uzinele „Mîrșa” au absorbit o mare parte a forței de muncă excedentară a Racoviței.

## Racovița în cel de-al Doilea Război Mondial

Ostaşi racoviceni la Câmpina

Ca urmare a ultimatumului din 28 iunie 1940 (consecință a protocolului adițional secret al Pactului Ribbentrop–Molotov) România a evacuat regiunile Basarabia, Bucovina de Nord și ținutul Herța. Racovița a resimțit efectele acestei decizii prin primirea în sat a numeroși refugiați din aceste zone istorice. În cel de-al Doilea Război Mondial, Racovița nu a suferit atât de mult ca în Primul Război Mondial, lucru explicabil prin conjugarea a doi factori esențiali: în al Doilea Război Mondial Racovița nu a mai fost teatru de operațiuni militare, iar majoritatea oamenilor recrutați dintre localnici nu au fost trimiși pe front, ci au fost „mobilizați pe loc” în cadrul „Uzinelor Mîrșa”.
În aceste condiții, în luptele purtate de armata română de la trecerea Prutului până la poalele munților Caucaz și în cele de la Iași din primăvara anului 1944, au căzut doar 10 racoviceni: Iosif Maxim, Iosif Olaru, Dionisie Păcuraru, Emilian Stoichița, Aurel Stoichița, Ilie Sîrbu, Dionisie Breteșan, David Drăgoiu, Irimie Drăgoiu și aviatorul Gavrilă Măierean.
Celor zece li s-au mai adăugat și cinci declarați dispăruți, rămași cu acest statut până astăzi: David Răcean, Miron Doican, Toma Haiduc, Dionisie Sîrbu și Gheorghe Rusu.
Racovicenii scăpați cu viață de pe frontul de răsărit, cărora li s-au adăugat și cei încorporați din contingentele anilor 1944–1945, au fost trimiși după 23 august 1944 pe frontul de apus pentru eliberarea „Ardealului cedat” și mai apoi a Ungariei, Cehoslovaciei, Vienei și Pragăi. Șapte dintre ei au căzut la datorie: Ioan Balea, Dumitru Fogoroș, Ioan Gligor, Simion Maxim, Simion Popa, Simion Stoica și Ilie Trif, acesta din urmă fiind decorat post mortem cu medalia „Bărbăție și credință”, clasa a II-a.

## Racovița între 23 august 1944 și 22 decembrie 1989
|  | „Istoria este scrisă de învingători.” Din 23 august 1944, „drepturile omului din țara noastră au fost înlocuite, treptat, cu drepturile asupra omului.” |

După cum spunea Winston Churchill în data de 16 ianuarie 1944 ministrului său de externe, Anthony Eden, despre teritoriile de la granița de vest a U.R.S.S.: „[...] mai presus de toate este faptul că rușii s-ar putea ca în curând să intre în posesia efectivă a acestor teritorii și ceea ce este absolut sigur, este că noi nu vom trebui niciodată să încercăm a-i îndepărta de acolo [...]” și în 2 mai 1944 lui Iosif Vissarionovici Stalin într-o scrisoare: „[...] V-am spus că vă considerăm vioara întâi în materie de politică românească, pe baza condițiilor de capitulare asupra cărora ne-am înțeles [...]”. Evenimentele ce au urmat după 23 august 1944 nu au făcut altceva decât să parafeze înțelegerile pe care le-au avut Aliații.
Armistițiul de la 23 august 1944 a adus locuitorilor satului comisii de rechiziții, luându-li-se nu numai vitele din grajduri, dar și cereale și produse alimentare, la care s-au adăugat numeroase corvezi precum transporturile de lemne de foc din pădurea „Seșu Moașii” până la gara Avrigului.
La 6 martie 1945, cu sprijin sovietic, la București s-a instaurat guvernul „de largă concentrare democrată” Doctor Petru Groza, care, în esența sa, a fost un guvern comunist minoritar. Reforma agrară din 22 martie 1945 a dus la împroprietărirea foștilor luptători de pe frontul antifascist, văduvele și orfanii acestora și țăranii care aveau în proprietate pământ puțin. La nivelul Racoviței numărul beneficiarilor acestei reforme a fost mic, după cum mică a fost și întinderea loturilor acordate în suprafețele de teren de „La Bradu” și „Peste Olt”, terenuri aflate la acea dată în posesia sașilor din Bradu, care au fost deportați în Rusia. Bucuria celor împroprietăriți a fost însă de scurtă durată, deoarece ei au fost primii care au fost obligați să se înscrie după doar cinci ani, în 1950, în Gospodăria Agricolă Colectivă (G.A.C.).
Alegerile din 19 noiembrie 1946 când Partidul Comunist Român și-a legitimat guvernarea „câștigându-le” cu un procentaj de 79,86%.
Desfășurarea alegerilor din 19 noiembrie 1946 în Racovița, după relatarea unui martor ocular:
| “                                                                                          | Aci, în localul de vot care a fost organizat într-o sală de clasă a școlii, spre sfârșitul operației de votare, respectiv spre miezul nopții, a avut loc o altercație între un sebeșan și notarul comunal Ioan Podorean, care s-a generalizat! În aceste împrejurări, urna cu voturile „exprimate” a fost furată și transportată acasă, la un localnic, în apropiere [...] Întâmplător (??), tocmai atunci a sosit „de la raion” un camion plin cu militari, printre care s-au aflat și racoviceni trecuți de vârsta milităriei [...] Aceștia, încercând să împrăștie „lumea” care se strânsese pe „Podul Văii” pentru a afla rezultatele numărării voturilor [...], au deschis focul, „ca pe front”, rănind pe câțiva, printre care s-a numărat și „Sîvulețu' lu' Crișan”. De reținut însă faptul că încă de cu seară, „cineva” a pus „în scurt” linia telefonică cu Sibiul, ceea ce a înfuriat autoritățile! Astfel, a doua zi, jandarmii veniți de la „postul” din Avrig, au arestat pe câțiva tineri meseriași din sat, presupuși făptași, printre care s-au numărat: Miron Brudariu, Ioan Bălan, Ioan N.Bucur. Aceștia au fost anchetați la Sibiu timp de două săptămâni, timp în care anchetatorii n-au putut inculpa pe nici unul dintre ei, fiind siliți să-i pună în libertate [...] | ” |
| — Citat din Racovița — Monografia unei străvechi așezări sibiene, Cornel Lupea, pagina 67. | |   |

Următorii ani au însemnat pentru racoviceni începerea unei campanii de arestări și deportări precum și „colectivizarea agriculturii”.
În contextul în care „multe cercuri” înlăturate de la putere se amăgeau (că) „vin americanii”, majoritatea racovicenilor au încercat pe toate căile să se împotrivească noii orânduiri comuniste. Americanii n-au venit, dar în schimb în Racovița au început să vină tot mai des „lucrătorii” Securității pentru a aresta și întemnița pe cei „turnați” de către „organele locale” și nu numai, pe motiv „că aceștia așteptau «salvatori»”.

Propagandă a regimului comunist pentru construirea Canalului Dunăre–Marea Neagră

Au fost arestați în anul 1948 David Fogoroș, Ioan Călin și Gheorghe Joițescu, în anul 1949 Iosif Farcaș, Ioan Lupea și Dionisie Murărescu, acuzați de „uneltire contra ordinei sociale”, prin faptul că „aveau legături cu organizația subversivă «Graiul sângelui»” a studenților din Cluj, în rândurile cărora activau și studenții racoviceni: Petre Florianu și Mircea Mureșan. Toți aceștia au fost condamnați cu privare de libertate de către Tribunalul Militar din Sibiu.
În anul 1952 au fost condamnați cu muncă silnică la „stuf” și la „Canal”: Iosif și Petru Mureșan, Marcu Rusu, Nicolae Rațiu, Ioan Ignat, soții Ioan și Ana Drăgoiu precum și „chiaburii”: David Olaru, Gheorghe Suciu, Dionisie Rusu și Gheorghe Măierean. Primii au fost incriminați că au avut legături directe, sub diferite forme, cu „partizanii” din Munții Făgărașului. Acestora li s-au adăugat și fostul măcelar David Rațiu care după un proces de sabotaj avut anterior, în noaptea de 26/27 decembrie a scăpat de arestare, ascunzându-se până în 18 ianuarie 1955 când a fost prins și condamnat la 10 ani de temniță grea și confiscarea averii. Capetele de acuzare care le-au fost aduse „chiaburilor” au fost acelea că înainte de 23 august 1944 au fost exploatatori și, după aceea, au sabotat permanent lucrările agricole prin nerealizarea planurilor de însămânțări (impuse în mod arbitrar) prin neefectuarea la timp a „dezmiriștirilor”, a arăturilor de toamnă și primăvară, că nu au predat la timp „cotele” mereu sporite etc.
În anul 1953 au fost arestați: Valeriu Rusu, Dionisie Lungu și Gheorghe Balea pentru „vini” diverse printre care și nesupunerea sau chiar nesocotirea autorităților locale și centrale.
S-a ajuns în acest fel până în anul 1964 când au fost eliberați cu toții, să nu fie an în care cineva să nu fie arestat și condamnat, ceea ce nu s-a întâmplat în sânul obștii „de când s-a pomenit ea”.

## Colectivizarea agriculturii racovițene. Înființarea G.A.C.
|  | [...] Ca unii care au străbătut prin lupte tot întinsul Rusiei până la Stalingrad și poalele Caucazului, racovicenii cunoșteau cât de cât ce însemna această „formă socialistă a agriculturii”, precum și „roadele” ei! Astfel, ei povesteau despre traiul colhoznicilor care-și primeau răsplata muncii lor doar la sfârșitul anului, cu kilogramul, de servitul mesei de către aceștia „la cazan” și despre multe alte fapte legate de viața acestora, ceea ce nu putea să nu înspăimânte pe localnici, truditori ai pământului din veacul veacului!! | — Cornel Lupea |

Zvonurile despre colectivizarea agriculturii au cuprins întreaga țară, ele fiind negate de către Partidul Comunist Român prin mesaje de presă prin care critica „metodele electorale maniste, care încercau zadarnic să sperie pe țărani cu basmul răsuflat al așa zisei înființări a colhozurilor!!!”. Adevărul a fost aflat în 3–5 martie 1949 din „Hotărârea Plenarei Comitetului Central al Partidului Muncitoresc Român privind transformarea socialistă a agriculturii”, hotărâre care în esența ei viza în mod direct deposedarea țăranilor de dreptul lor de a fi proprietari asupra oricărei suprafețe agricole.

Exemplu de aplicare a decretului 115

Transpunerea în practică a acestei hotărâri în Racovița a fost dusă la îndeplinire cu ajutorul Miliției și Securității, cu toate că prin configurația și structura sa, hotarul satului nu se preta la așa ceva. Astfel în data de 16 iulie 1950 s-a înființat Gospodăria Agricolă Colectivă „23 august 1944”, din care au făcut parte, la început, 52 de familii de țărani săraci și 71 de familii de țărani mijlocași.
| Animale | 1961 | 1989 |
| ------- | ---- | ---- |
| Oi      | 500  | 3000 |
| Porci   | 63   | 20   |
| Vaci    | 63   | 20   |
| Cai     | 0    | 40   |
| Boi     | 0    | 12   |

Colhozul (sau Colectivul) nou înființat, așa cum a fost denumit de către localnici până la desființarea „gospodăriei” în 1989, era patronat de fabrica textilă „11 Iunie” din Cisnădie și a avut la înființare doar 3 vaci, 6 boi și 18 cai, iar ca unelte agricole: „22 de pluguri reformate și 33 grape stricate”. Înființarea Colectivului a generat mari tensiuni sociale în sat. Mulți locuitori, de teama de a nu fi înscriși cu forța, și-au părăsit gospodăriile și s-au ascuns pe „Valea Lupului” și prin „Racovicioară”, familiile ducându-le pe furiș mâncare cu „straița” sau cu „țâchirea”.
Colectivul a primit la înființare, prin expropriere, întreaga gospodărie a lui Petru Florianu (Pătruț) precum și proprietățile sale agricole: „Mestecănișul” și locul de „Peste Olt”. Fiind terenuri foarte bune, Colectivul a obținut din primii ani recolte superioare față de „particulari” (cei neînscriși), generând în felul acesta „modele” demn de urmat. Astfel, în 1952, 83 de familii de „individuali” care aveau în proprietate terenurile din „La Ferestar” și „La Bradu”, au format o „întovărășire agricolă” condusă de Gheorghe Sîn, asociație care după trei ani s-a unit cu Colectivul, creând astfel premisele „colectivizării totale” a satului, acțiune terminată în 1962 când numărul familiilor „cooperativizate” a ajuns la 803.
„Munca de lămurire” a localnicilor pentru înscrierea în Colectiv era dusă de echipe de agitatori, venite de la „centru”, ce-și foloseau puterea de convingere verbală și nu numai, exercitând presiuni la întreprinderile și instituțiile din jur precum și la școli, licee și universități, dacă era cazul, pentru ca cei în cauză să nu se mai poată întoarce la activitățile curente de muncă și învățătură dacă nu se prezentau cu adeverințe emise de către organele locale din care să reiasă că înscrierea lor în Colectiv s-a realizat. Activitatea propagandistică s-a dus, nu în ultimul rând, prin campanii de presă la radio și mai ales în ziarele sibiene unde se prezenta într-o formă idilică traiul racovicenilor „înscriși” precum și nehotărârile și apoi hotărârile „particularilor” de a urma calea indicată de partid. Semnificativ în acest sens este articolul gazetarului I.Nistor, intitulat „Moș Gheorghe (Rășinariu) s-a înscris în colectivă” care, la vremea lui, a iscat multe discuții în sat.
| “                                                               | În anul 1959, puterea comunistă emite Decretul 115, care avea să dea „ultima lovitură”, „lovitura de grație”, exploatării omului de către om în agricultură. Prin Decretul 115/1959 sunt trecute „în folosința” gospodăriilor agricole colective sau în folosința gospodăriilor agricole de stat toate terenurile considerate „generatoare de exploatare”. Decretul 115/1959 apare într-un moment greu, dificil, pentru încheierea colectivizării. Dacă la începutul colectivizării s-au înscris în colectiv sătenii cei mai fără de căpătâi, cei care vedeau în GAC un loc în care să poată trăi fără muncă sau cu muncă puțină, după anii 1957, 1958, procesul de colectivizare stagnează. Conducerea comunistă de atunci își dădea seama că nu este posibilă finalizarea colectivizării fără țăranii de frunte ai satelor. Or, aceștia, cu toate presiunile făcute asupra lor timp de zece ani (1949–1959), nu au acceptat colectivizarea. Deși numărul acestor țărani nu era mare, dar, prin poziția lor, prin autoritatea în comunitățile rurale și moralitatea lor, mai ales prin suprafețele de teren agricol pe care la aveau în proprietate, reprezentau o frână majoră pentru încheierea colectivizării. Ideologii partidului comunist au născocit Decretul 115/1959, în care, printre altele, în expunerea de motive a Decretului 115/1959 se spune: „În numeroase sate mai dăinuie încă rămășițe ale unor relații de producție învechite, cum sunt darea în parte sau în arendă, ori lucrarea pământului cu muncă salariată, folosită de către elementele capitaliste chiaburești. Având mai mult pământ decât pot munci, ei și familia lor, elementele capitaliste chiaburești, bogătanii satului, dau țăranilor muncitori pământ în parte sau în arendă, ori folosesc muncă străină. Ca urmare a realizărilor obținute până acum în construcția socialistă la sate și a ritmului de creștere a sectorului socialist agricol, lichidarea rămășițelor de lucrare a pământului în parte, în arendă și a oricăror alte forme ale exploatării omului de către om în agricultură a devenit o necesitate obiectivă.” | ” |
| — Academician Păun Ion Otiman, Discurs Recepție (text integral) | |   |

| Numele președinților C.A.P. și durata „mandatului” |                      |
| Perioada                                           | Președinte           |
| -------------------------------------------------- | -------------------- |
| 1950–1952                                          | Teofil Ionuș         |
| 1952–1953                                          | Ioan Mureșan         |
| 1953–1954                                          | Teofil Ionuș         |
| 1954–1957                                          | Miron Olaru          |
| 1957–1958                                          | Teofil Ionuș         |
| 1958–1968                                          | Nicolae Balea senior |
| 1969–1974                                          | Iosif Olaru          |
| 1975–1978                                          | Miron Olaru          |
| 1978–1981                                          | Miron Hulpuș         |
| 1981–1991                                          | Nicolae Balea junior |

Colectivul era organizat în trei unități: o fermă hoticolă, o fermă zootehnică și o brigadă vegetală, aceasta din urmă în Sebeșu de Sus. Ferma zootehnică a fost amenajată în clădirile fostei „Școli inferioare de arte și meserii” din capul satului. Succese remarcabile ale Cooperativei Agricole de Producție (C.A.P.) au fost în anul 1961 sub conducerea lui Nicolae Balea când Colectivul a fost vizitat de delegații de țărani din Porumbacu de Jos, Scoreiu și Veștem pentru a vedea „avantajele” muncii înfrățite. În acest an s-au realizat cele mai substanțiale venituri din istoria satului, un exemplu fiind localnicul Gheorghe Raț care a realizat împreună cu familia sa echivalentul a 772 de zile de muncă și a primit contravaloarea a 4632 kg de cereale, 3860 kg de cartofi, 4632 kg de furaje, 155 kg de zahăr etc, precum și suma de 13.896 de lei. În acest an, C.A.P.-ul din Racovița a devenit „milionară” remarcându-se în presa sibiană și cea centrală, iar în 1979 valoare totală a averii ei era estimat la 5 milioane de lei.
În 1967, producția de lapte pe cap de vacă furajată a fost de 3,9 litri, în 1981 a ajuns la 0,5 litri , iar în 1988 cea mai mare cantitate din istorie, însă fără a se cunoaște nicio cifră care să ateste acest lucru. În 1978, în cadrul Colectivului au lucrat 392 persoane din care: 131 bărbați și 261 femei. În acest an, în luna februarie, în sat existau 260 de pensionari ai Colectivului care au primit pensii totale de 37.000 de lei, adică o medie de 142 de lei.
În cadrul C.A.P.-ului au funcționat și ateliere conexe: de tâmplărie, rotărie și fierărie. De asemenea, existau brigăzi de construcții formate din zidari, dulgheri și zugravi care în anul 1964 numărau 40 de meseriași ca: Iosif Limbășan, Ioan și Cornel Stoica, Ioan Murărescu și David Murărescu.
Colectivul deținea 123 de hectare de pomi fructiferi amenajate pe „Valea Lupului” și „Dealul Brăniștii”, livezi care nu au dat niciodată o producție semnificativă de fructe. În conformitate cu Legea nr. 18/19 februarie 1991, articolul 26 precum și cu „Legea Fondului Funciar” adoptată la data de 14 februarie 1991, Colectivul a fost desființat, averea fiind împărțită între cooperatori în funcție de averea cu care aceștia au fost înscriși la înființare.

Variaţia remuneraţiei zilei de muncă la Colectiv

## Tendințe de sistematizare a localității

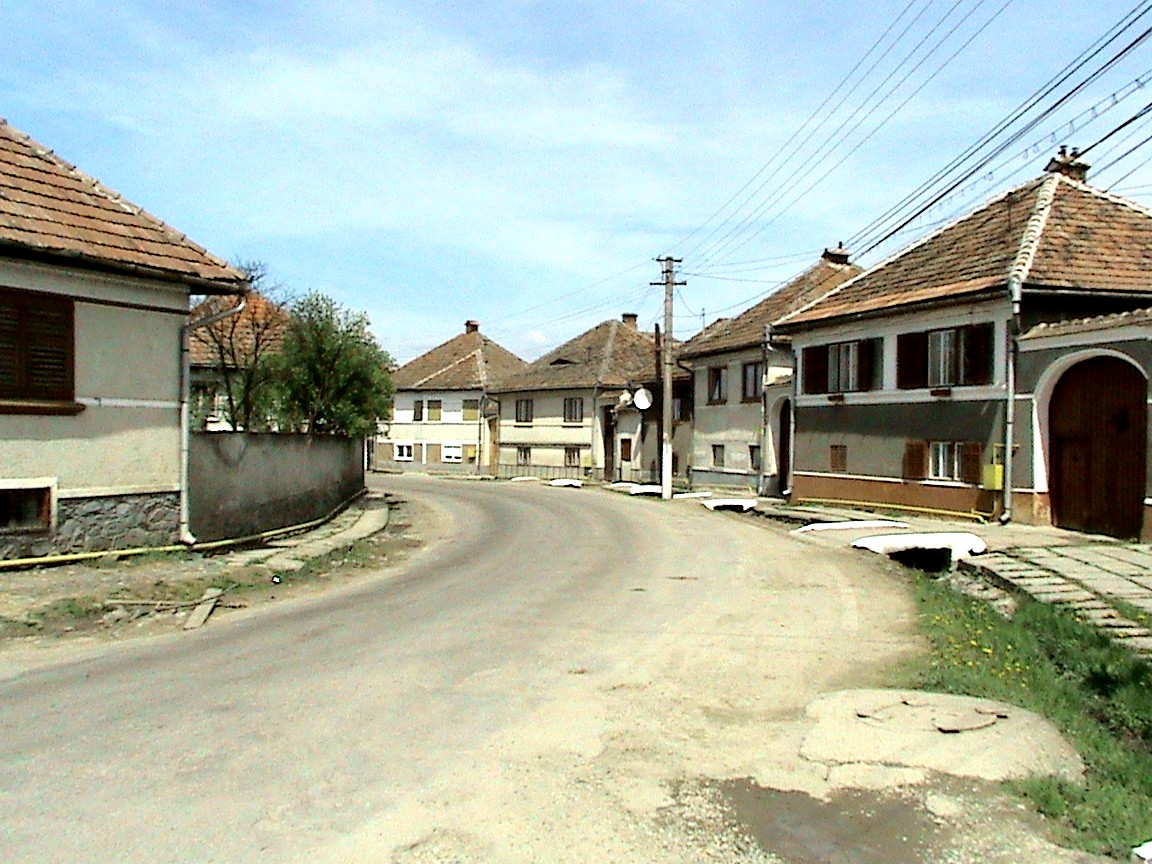
Uliţa Donului, „în curbă”

Preocupările de sistematizare ale satului au apărut în contextul directivelor date de către Conferința Națională a P.C.R din 19-21 iulie 1972 privind „Sistematizarea teritoriului orașelor și satelor și a dezvoltării lor social - economice”. Sistematizarea s-a concretizat un an mai târziu în „Schița de sistematizare a comunei Racovița”, elaborată de către „Institutul de proiectări Ilfov” în proiectul nr.13966/1973. În esență, schița prevedea măsuri etapizate și concrete privind noi dotări social-culturale cât și sporirea confortului locuitorilor având în vedere economisirea terenului agricol. Pe plan edilitar, schița prevedea ca artera principală a satului, parte componentă a drumului DJ 105G - Tălmaciu - Racovița - Avrig, drum modernizat care leagă DN7 (E81) de DN1 (E68), noile construcții să aibă trei nivele (P+2), care să respecte arhitectura locală, respectiv construcții din piatră și cărămidă acoperite cu țiglă roșie. În vederea „îndesirii” construcțiilor în perimetrul construibil de 62.5 ha al satului se prevedea apariția unor noi nuclee de construcții în parte pe seama exproprierii unor terenuri din grădinile localnicilor precum și prin demolarea unor anexe gospodărești. În acest scop au fost alese trei zone, prima dintre ele viza o parte din grădinile localnicilor de pe „Ulița Donului” începând de la cea profesorului Octavian Mânduc și până la cea a Filofteei Păcurar, precum și cele de pe „Vale'n Jos” de la casa profesorului Liviu Florianu până la cea a lui Iosif Popa. Acesteia urma să-i fie alăturată o suprafață de teren din hotarul numit „La Păr” spre cel numit „La Țigănușu'”. În acest cvartal se urmărea construirea a 45 de „apartamente convenționale” (duplexuri) destinate pentru cei circa 150 de locuitori de pe „Vale-n Jos” ale căror gospodării situate în aval de „Hudița lu' Crișănuț” erau amenințate pe atunci de inundațiile Oltului.
A doua zonă proiectată viza grădinile locuitorilor de pe „Ulița a Mare” începând cu cea a lui Virgil Farcaș și până la cea a lui Valeriu Ivan precum și a celor de pe „Vale'n Jos” de la Gheorghe Dan și sfârșind cu cea a lui Gheorghe Căbunea. A treia zonă urma să apară numai pe seama restrângerii suprafețelor unor gospodării situate pe ambele părți ale „Hudiții Piștii”, a altora din „Bălți” precum și a celor de pe „Vale'n Sus” de la Iosif Lungu până la ce a lui Ioan Brudar. Noile cartiere urmau să fie prevăzute cu rețele stradale în lungime de 1,8 km asfaltate, cu carosabil de 3,5m, cu rețele electrice și iluminat public precum și cu altele de apă potabilă, canalizare etc. Noile gospodării nu aveau prevăzute fântâni propri ci doar publice, pe stradă, amplasate la 100 m una de alta, dublate și de hidranți de incendiu. La capitolul „Construcții noi” se prevedeau: un dispensar, un bloc de locuințe(P+3) cu 12 apartamente care s-ar fi construit în grădina locuitorului Aurel Fogoroș de lângă „Podul Văii”, la parterul căruia erau prevăzute spații destinate C.E.C.-ului, Adas, frizerie, coafură, tutungerie, atelier foto precum și o baie populară.
Acestei prime schițe de sistematizare i s-a opus conducerea locală, care în colaborare cu Centrul de proiectare Sibiu a actualizat în 1976 proiectul de sistematizare din 1973 prin Proiectul nr. 8186-1976.

## Descoperiri arheologice

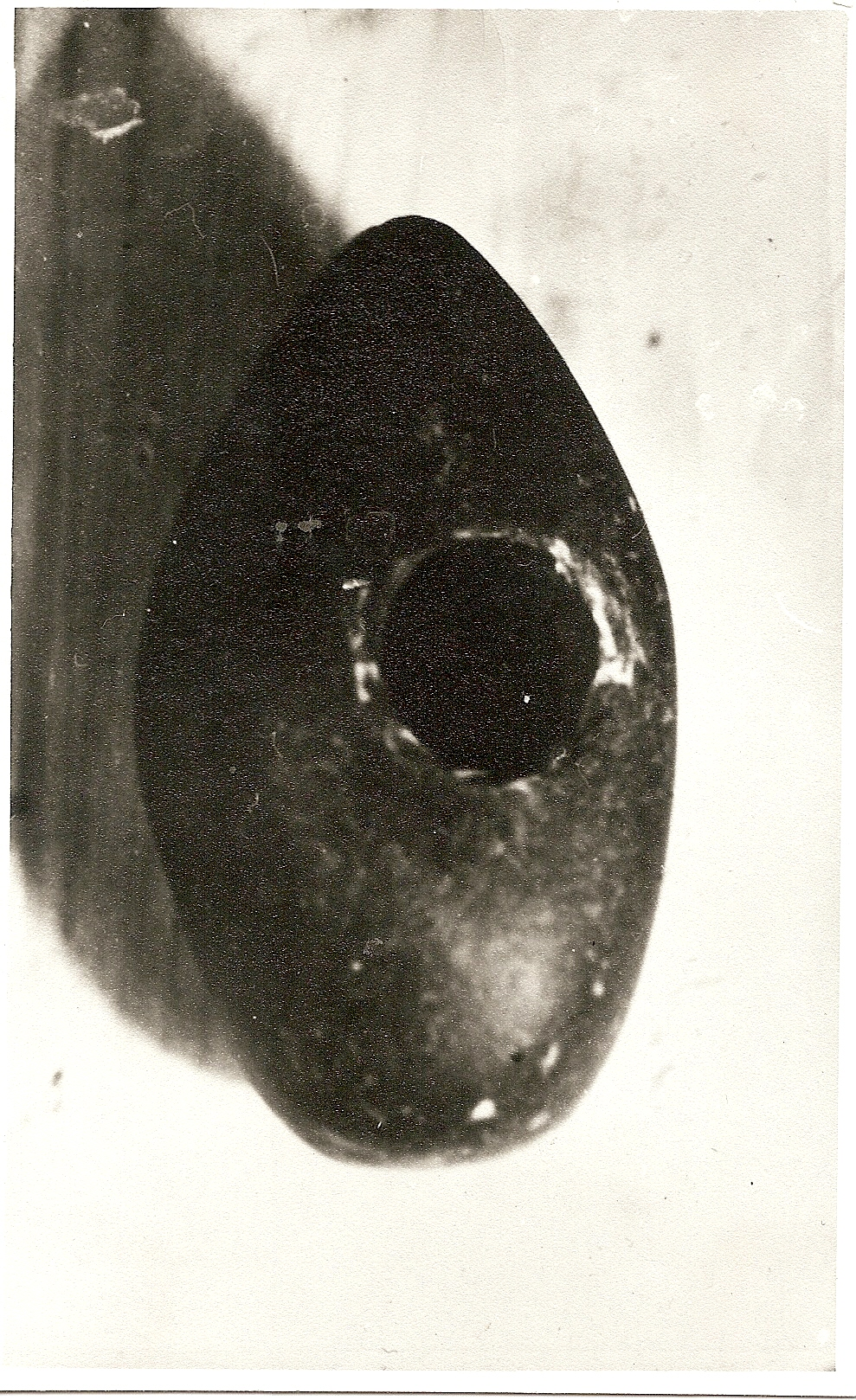
Ciocan şlefuit din epoca neolitică cu o vechime de 3.600 de ani

Inițiatorii (Sabin Adrian Luca, Paolo Biagi, Michela Spataro, Cosmin Suciu) unui proiect de excavații arheologice (contract de cercetare între ULB Sibiu și Universitatea Foscari din Veneția) început în 2005 au considerat că numărul de descoperiri mezolitice este, la nivelul Transilvaniei, foarte mic în comparație cu descoperirile din zonele limitrofe României. Zona masivului Făgăraș deține un relief care era extrem de favorabil locuirilor mezolitice, la prima vedere. Ultimele studii de sinteză care au încercat să adune toate materialele descoperite în zonă au arătat sărăcia descoperirilor la est de râul Olt și mai ales înspre masivul Făgăraș.
În zona Masivului Făgăraș (chiar și dacă se include zona depresiunii Făgăraș, se pornește de la premiza că, sub acțiunea apelor, piesele paleolitice și mezolitice pot fi angrenate și transportate pe distanțe mai mari) sunt doar câteva puncte cu astfel de descoperiri: Turnu Roșu, punct neprecizat. M. J. Ackner, menționa în 1852, fără a face alte precizări, descoperirea într-un strat diluvial a unui fildeș de Mammuthus primigenius în Racovița, Grădina lui Cărțăoaia.
În anul 1972, localnicul Lupea Cornel a găsit în taluzul drumului care secționa panta unui promontoriu, la baza căreia cele două pâraie, Valea Lupului și Valea Bisericii, se unesc pentru a se vărsa în Olt, un cioplitor unifacial terminal, pe galet oval din silex maroniu-cenușiu, având o patină foarte pronunțată și un lustru accentuat (8,8 x 9 x 3,6 cm). Se afirmă că această piesă aparține unei industrii arhaice a paleoliticului vechi.
În 2009, dr. Petre Beșliu Munteanu a descoperit pe teritoriul comunei Racovița situl unei cetăți a cărei datări încă nu este cunoscută. P.B. Munteanu a început o campanie de atragere de tineri pasionați de istorie pentru a începe campania de cercetări arheologice.

[1] Unelte din Evul Mediu
[2] Unelte din Evul Mediu
[3] Unelte din Evul Mediu
Vârf de suliță din Evul Mediu